# Elvis Presley
Elvis Aaron Presley (Tupelo, 8 de janeiro de 1935 – Memphis, 16 de agosto de 1977) foi um cantor, músico e ator estadunidense. Apelidado de "Rei do Rock and Roll" ou simplesmente "O Rei", é considerado um dos ícones culturais mais significativos do século XX. Com uma série de aparições bem-sucedidas na televisão e sucessos no topo das paradas tornou-se a principal figura do rock and roll.
Nascido em Tupelo, Mississippi, nos Estados Unidos, mudou-se com sua família para Memphis, Tennessee, quando tinha 13 anos. Sua carreira musical teve início em 1954, ao gravar na Sun Records, com o produtor Sam Phillips, que queria levar o som da música afro-americana para um público mais amplo. Acompanhado pelo guitarrista Scotty Moore e pelo baixista Bill Black, foi um pioneiro do rockabilly, uma fusão de música country e rhythm and blues. Em 1955, o baterista D. J. Fontana juntou-se ao time e completou o quarteto clássico do cantor, os Jordanaires, com a gravadora RCA Victor adquirindo seu contrato em um acordo arranjado pelo Coronel Tom Parker, que viria a empresariá-lo por mais de duas décadas. O seu primeiro single com a RCA, "Heartbreak Hotel", foi lançado em janeiro de 1956 e se tornou um sucesso que alcançou o primeiro lugar nos Estados Unidos.
Em novembro de 1956, Presley fez sua estreia no cinema em Love Me Tender. Convocado para o serviço militar em 1958, relançou sua carreira musical dois anos depois, com alguns de seus trabalhos mais bem sucedidos comercialmente. No entanto realizou poucos concertos e, orientado por Parker, dedicou grande parte da década de 1960 para trabalhar em filmes e em trilhas sonoras, a maioria dos quais não foram bem observados pela crítica. Em 1968, após uma pausa de sete anos sem se apresentar ao vivo, retornou ao palco no aclamado especial televisivo Elvis, o qual levou a uma estendida residência em Las Vegas e a uma série de turnês altamente lucrativas. Em 1973 tornou-se o primeiro artista solo a ter um show transmitido ao redor do mundo, Aloha from Hawaii. Anos de abuso de medicamentos prescritos comprometeram gravemente sua saúde, morrendo repentinamente aos 42 anos de idade, no ano de 1977, em Graceland, sua propriedade.
Suas interpretações enérgicas das canções e um estilo de performance sexualmente provocante, combinados com uma mistura singularmente potente de influências além da barreira da cor durante uma era transformadora nas relações raciais, fizeram-no enormemente popular e controverso. Ele é o artista solo mais vendido na história da música. Também obteve sucesso comercial em muitos gêneros, incluindo pop, country, blues e gospel. Elvis ganhou três Grammys competitivos, recebeu o Grammy Lifetime Achievement Award aos 36 anos, sendo incluído em vários Halls da Fama. O cantor detém vários recordes, incluindo os álbuns de ouro e platina mais certificados pela RIAA, o maior número de álbuns na Billboard 200, os mais números um de um artista solo no UK Albums Chart e o maior número de singles número um no UK Singles Chart.

## Primeiros anos

### 1935–1953: Início de vida e contato inicial com a música

#### Infância em Tupelo

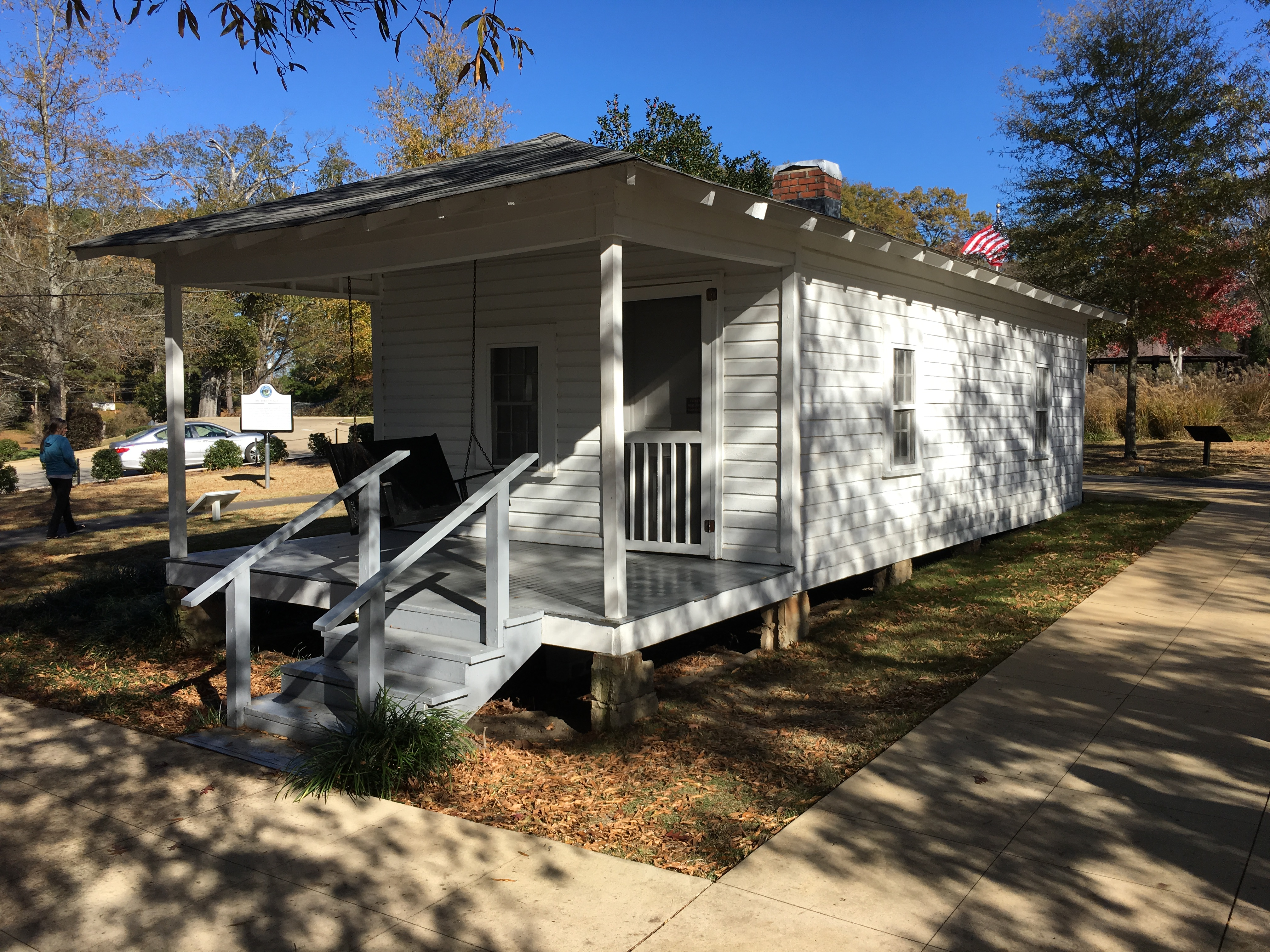
Casa onde nasceu Elvis Presley, em Tupelo, Mississipi

Elvis Aaron Presley nasceu em 8 de janeiro de 1935, em Tupelo, Mississippi, filho de Vernon Elvis e Gladys Love Presley (nascida Smith) em uma casa de dois cômodos que seu pai construiu para a ocasião. O irmão gêmeo do cantor, Jesse Garon Presley, nasceu 35 minutos antes dele, natimorto. O cantor tornou-se próximo de ambos os pais e formou um vínculo estreito especialmente com sua mãe. A família frequentou uma igreja Assembleia de Deus, onde encontrou sua inspiração musical inicial.
Seu pai, Vernon, era de origem alemã, escocesa e inglesa; sua mãe, Gladys, era irlandesa, escocesa e com alguma ascendência francesa. Ela e o resto da família, aparentemente acreditavam que sua tataravó, Morning Dove White, era Cherokee; isso foi confirmado pela neta de Elvis, Riley Keough, em 2017. Elaine Dundy, em sua biografia, apoia a crença.
A família muitas vezes contava com a ajuda de vizinhos e assistência alimentar do governo. Em 1938, eles perderam sua casa depois que Vernon foi considerado culpado de alterar um cheque escrito por seu proprietário e ex-empregador. Ele foi preso por oito meses, enquanto Gladys e Elvis foram morar com parentes.
Em setembro de 1941, ele entrou na primeira série na East Tupelo Consolidated, onde seus professores o consideravam médio. O artista foi encorajado a entrar em um concurso de canto após impressionar seu professor com uma versão da canção country de Red Foley "Old Shep". O concurso, realizado no Mississippi–Alabama Fair and Dairy Show em 3 de outubro de 1945, foi sua primeira apresentação pública. O cantor, na época com dez anos, estava vestido de caubói; ele subiu em uma cadeira para alcançar o microfone e cantou "Old Shep". Mais tarde se lembrou de ter ficado em quinto. Alguns meses depois, recebeu seu primeiro violão de aniversário; mas esperava outra coisa — segundo relatos diferentes, uma bicicleta ou uma espingarda. No ano seguinte, recebeu aulas básicas de violão de dois de seus tios e do novo pastor da igreja da família. Presley lembrou: "Eu peguei o violão, observei as pessoas e aprendi a tocar um pouco. Mas nunca cantaria em público. Eu era muito tímido para isso".
Em setembro de 1946, o artista entrou em uma nova escola, Milam, para a sexta série. No ano seguinte, começou a levar seu violão para a escola diariamente. Ele tocava e cantava durante a hora do almoço, e muitas vezes era provocado como um garoto "lixo" que tocava música hillbilly. Até então, a família estava morando em um bairro majoritariamente negro. Presley era um ouvinte assíduo do programa de Mississippi Slim na estação de rádio de Tupelo WELO. Foi descrito como "louco por música" pelo irmão mais novo de Slim, que era um dos seus colegas de classe e muitas vezes o levava para a estação. Quando ele tinha doze anos, Slim o marcou para duas apresentações. No começo foi dominado pelo medo do palco, mas conseguiu se apresentar na semana seguinte.

#### Adolescência em Memphis
Em novembro de 1948, a família mudou-se para Memphis, Tennessee. Depois de residir por quase um ano em pensões, receberam um apartamento de dois quartos no complexo habitacional conhecido como Lauderdale Courts. Matriculado na L. C. Humes High School, Elvis recebeu apenas um C em música na oitava série. Quando sua professora lhe disse que não tinha aptidão para cantar, ele trouxe seu violão no dia seguinte e cantou um sucesso recente, "Keep Them Cold Icy Fingers Off Me", para provar o contrário. Um colega de classe lembrou mais tarde que a professora "concordou que Elvis estava certo quando disse que ela não apreciava seu tipo de canto". Geralmente era muito tímido para se apresentar abertamente, e ocasionalmente era intimidado por colegas de classe que o viam como um "filho da mamãe". Em 1950, começou a praticar violão regularmente sob a tutela de Lee Denson, um vizinho dois anos e meio mais velho. Eles e três outros meninos — incluindo dois futuros pioneiros do rockabilly, os irmãos Dorsey Burnette e Johnny Burnette — formaram um coletivo musical que tocava com frequência em Lauderdale Courts. Em setembro daquele ano, começou a trabalhar como lanterninha no Loew's State Theatre. Outros lugares em que trabalhou foi Precision Tool e MARL Metal Products.
Durante seu primeiro ano, começou a se destacar mais entre seus colegas, em grande parte devido à sua aparência: deixou crescer as costeletas e penteou o cabelo com óleo de rosa e vaselina. No tempo livre, o cantor ia até a Beale Street e olhava ansiosamente para as roupas extravagantes e chamativas nas vitrines da Lansky Brothers. Em seu último ano, estava vestindo essas roupas. Superando a reticência em se apresentar fora de Lauderdale Courts, competiu no show anual "Minstrel" da Humes School em abril de 1953. Cantando e tocando guitarra, o artista abriu com "Till I Waltz Again with You", um sucesso recente de Teresa Brewer. Presley lembrou que a performance fez muito por sua reputação: "Eu não era popular na escola ... eu falhei na música — única coisa que falhei. E então eles me inscreveram neste show de talentos ... quando eu subi no palco eu ouvi as pessoas meio que murmuravam e sussurravam e assim por diante, porque ninguém sabia que eu cantava. Foi incrível como me tornei popular na escola depois disso".
Presley, que não recebeu nenhum treinamento formal de música e não sabia ler música, estudou e tocou por ouvido. O cantor também frequentava lojas de discos que forneciam jukeboxes e cabines de escuta aos clientes. Conhecia todas as canções de Hank Snow, e adorava discos de outros cantores country como Roy Acuff, Ernest Tubb, Ted Daffan, Jimmie Rodgers, Jimmie Davis e Bob Wills. O cantor gospel Jake Hess, um de seus artistas favoritos, foi uma influência significativa em seu estilo de cantar baladas. Era um membro regular da audiência no All-Night Singings no centro da cidade, onde muitos dos grupos gospel brancos que se apresentavam no local refletiam a influência da música spiritual afro-americana. Ele adorava músicas da cantora gospel Sister Rosetta Tharpe. B.B. King lembrou que o conheceu antes de ser popular quando ambos costumavam frequentar a Beale Street. Quando se formou no colegial em junho de 1953, já havia escolhido a música como seu futuro.

## Carreira

### 1953–1956: Primeiras gravações e aparição na televisão

#### Sam Phillips e Sun Records

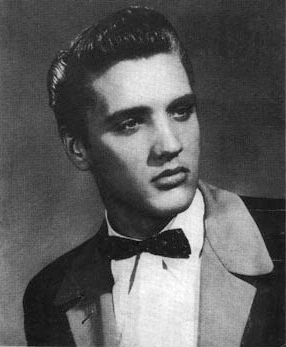
Elvis em 1954 em uma foto promocional da Sun Records

Em agosto de 1953, Presley deu entrada nos escritórios da Sun Records onde pretendia pagar por alguns minutos de estúdio para gravar um disco de acetato de dois lados: "My Happiness" e "That's When Your Heartaches Begin". Mais tarde, alegou que pretendia presentear o aniversário de sua mãe, ou que estava apenas interessado em como ele "soava", embora houvesse um serviço de gravação amador muito mais barato em uma loja próxima. O biógrafo Peter Guralnick argumentou que escolheu a Sun na esperança de ser descoberto. Perguntado pela recepcionista Marion Keisker que tipo de cantor ele era, Presley respondeu: "Eu canto todos os tipos". Quando ela insistiu sobre quem se parecia, ele respondeu repetidamente: "Eu não pareço ninguém". Após a gravação, o proprietário da Sun, Sam Phillips, pediu a Keisker para anotar o nome do jovem.
Em janeiro de 1954, gravou um segundo disco na Sun Records — "I'll Never Stand in Your Way" e "It Wouldn't Be the Same Without You" — mas novamente nada aconteceu. Não muito tempo depois, o artista falhou em uma audição para um quarteto vocal local, os Songfellows. Ele explicou a seu pai, "Eles me disseram que eu não sabia cantar". Em abril, Presley começou a trabalhar para a empresa Crown Electric como motorista de caminhão. Seu amigo Ronnie Smith, depois de ambos fazerem alguns shows locais juntos, sugeriu que entrasse em contato com Eddie Bond, líder da banda profissional de Smith, que tinha uma vaga para vocalista. Bond o rejeitou depois de um teste, aconselhando-o a continuar dirigindo caminhões "porque você nunca vai se dar bem como cantor".
Phillips, enquanto isso, estava sempre à procura de alguém que pudesse levar a um público mais amplo o som dos músicos negros nos quais Sun se concentrava. Como Keisker relatou: "Muitas vezes eu me lembro de Sam dizendo: 'Se eu pudesse encontrar um homem branco que tivesse o som negro e a sensação negra, eu poderia ganhar um bilhão de dólares'". Em junho, ele adquiriu uma demo gravação de Jimmy Sweeney de uma balada, "Without You", que achou que poderia se adequar ao cantor adolescente. Presley veio ao estúdio, mas não conseguiu fazer uma boa gravação. Apesar disso, Phillips pediu que cantasse quantos números ele conhecesse. Suficientemente afetado pelo que ouviu, convidou dois músicos locais, o guitarrista Scotty Moore e o baixista Bill Black, para trabalhar em algo com Elvis para uma sessão de gravação.
A sessão realizada na noite de 5 de julho, mostrou-se inteiramente infrutífera até tarde da noite. Quando estavam prestes a abortar e ir para casa, Presley pegou sua guitarra e lançou um número de blues de 1946, "That's All Right", de Arthur Crudup. Moore relembrou: "De repente, Elvis começou a cantar essa música, pulando e agindo como um maluco, e então Bill pegou seu baixo, e começou a agir igualmente como um maluco, e eu comecei a tocar com eles. Pense, tinha a porta da cabine de controle aberta... ele enfiou a cabeça para fora e disse: 'O que vocês estão fazendo?' E nós dissemos, 'Nós não sabemos.' 'Bem, voltem', disse ele, 'tentem encontrar um lugar para começar e façam de novo.'" Phillips rapidamente começou a gravar; este era o som que estava procurando. Três dias depois, o popular DJ de Memphis Dewey Phillips tocou "That's All Right" em seu show Red, Hot e Blue. Alguns ouvintes começaram a telefonar, ansiosos para descobrir quem era o cantor. O interesse foi tanto que Phillips tocou o disco repetidamente durante as duas horas restantes de seu show. Entrevistando Presley no ar, Phillips perguntou-lhe qual escola frequentou para esclarecer sua cor para os muitos interlocutores que assumiram que era negro. Durante os próximos dias, o trio gravou uma música de bluegrass, "Blue Moon of Kentucky", de Bill Monroe, novamente em um estilo distinto e empregando um efeito de eco improvisado que Sam Phillips apelidou de "slapback". Um single foi prensado com "That's All Right" no lado A e "Blue Moon of Kentucky" no verso do disco.

#### Primeiras apresentações ao vivo e contrato com a RCA Victor
O trio tocou publicamente pela primeira vez em 17 de julho no clube Bon Air — enquanto Presley ainda ostentava seu violão de tamanho infantil. No final do mês, apareceram no Overton Park Shell, com Slim Whitman como atração principal. Aqui Elvis foi pioneiro em "Rubber Legs", seu movimento de dança pelo qual é mais conhecido. Uma combinação de sua forte resposta ao ritmo e nervosismo ao tocar diante de uma grande multidão levou o artista a sacudir as pernas enquanto se apresentava: suas calças largas enfatizavam seus movimentos, fazendo com que as jovens na plateia começassem a gritar. Moore lembrou: "Durante as partes instrumentais, ele se afastava do microfone e tocava e tremia, e a multidão simplesmente enlouquecia". Black, um showman natural, gritava e montava seu baixo, batendo duas vezes que Presley mais tarde lembraria como "um som realmente selvagem, como um tambor da selva ou algo assim". Logo depois, Moore e Black deixaram sua antiga banda, o Starlite Wranglers, para tocar com o cantor regularmente, e o DJ/promotor Bob Neal se tornou o empresário do trio. De agosto a outubro, tocaram com frequência no clube Eagle's Nest e retornaram ao Sun Studio para mais sessões de gravação, e o artista rapidamente ficou mais confiante no palco. De acordo com Moore, "Seu movimento era uma coisa natural, mas também estava muito consciente do que causava uma reação. Ele fazia algo uma vez e depois expandia bem rápido". O cantor fez o que seria sua única aparição no palco Grand Ole Opry de Nashville em 2 de outubro; após uma resposta educada do público, o empresário do Opry, Jim Denny, disse a Phillips que seu cantor "não era ruim", mas não combinava com o programa.

#### Louisiana Hayride, comercial de rádio e primeiras apresentações na televisão
Em novembro de 1954, o artista se apresentou no Louisiana Hayride — o rival principal do Opry. O programa baseado em Shreveport foi transmitido para 198 estações de rádio em 28 estados. Teve outro ataque de nervos durante o primeiro set, o que provocou uma reação silenciosa. Um segundo set mais composto e enérgico inspirou uma resposta entusiástica. O baterista D. J. Fontana trouxe um novo elemento, complementando os movimentos do cantor com batidas acentuadas que ele dominava tocando em clubes de strip. Logo após o show, a Hayride contratou Presley para um ano de aparições nas noites de sábado. Trocando sua guitarra antiga por oito dólares (e vendo-a prontamente despachada para o lixo), ele comprou um instrumento Martin por 175 dólares, e seu trio começou a tocar em novos locais, incluindo Houston, Texas e Texarkana.
Muitos artistas iniciantes, como Minnie Pearl, Johnny Horton e Johnny Cash, louvaram o patrocinador de Louisiana Hayride, Southern Maid Donuts, incluindo Elvis Presley, que desenvolveu um amor por rosquinhas ao longo da vida. Presley fez um comercial para a empresa de donuts, que nunca foi lançado, gravando um jingle de rádio, "em troca de uma caixa de donuts vitrificados quentes".
Elvis fez sua primeira aparição na televisão na transmissão de KSLA-TV de Louisiana Hayride. Logo depois, falhou em uma audição para o Talent Scouts de Arthur Godfrey na rede de televisão CBS. No início de 1955, as aparições regulares em Hayride, turnês constantes e lançamentos de discos bem recebidos fizeram dele uma estrela regional, do Tennessee ao oeste do Texas. Em janeiro, Neal assinou um contrato formal de gestão com o artista e chamou a atenção de Tom Parker, a quem considerava o melhor promotor da indústria da música. Parker — que dizia ser da Virgínia Ocidental (na verdade, era holandês) — havia adquirido uma comissão de coronel honorário do cantor country que se tornou governador da Louisiana, Jimmie Davis. Tendo gerenciado com sucesso a estrela country Eddy Arnold, Parker estava trabalhando com o novo cantor country Hank Snow. Ele então reservou Presley na turnê de fevereiro de Snow. Quando a turnê chegou a Odessa, Texas, Roy Orbison o viu pela primeira vez: "Sua energia era incrível, seu instinto era simplesmente incrível... Eu simplesmente não sabia o que fazer com isso. Simplesmente não havia ponto de referência na cultura para compará-lo". Em agosto, a Sun lançou dez lados de discos creditados a "Elvis Presley, Scotty e Bill"; nas últimas gravações, o trio foi acompanhado por um baterista. Algumas das canções, como "That's All Right", estavam no que um jornalista de Memphis descreveu como o "idioma R&B do black field jazz"; outros, como "Blue Moon of Kentucky", eram "mais no campo do país", "mas havia uma curiosa mistura das duas músicas diferentes em ambos". Essa mistura de estilos dificultou para a canção de Elvis ser tocada nas rádios. De acordo com Neal, muitos disc jockeys de música country não tocariam porque soava muito como um artista negro e nenhuma das estações de rhythm and blues o tocaria porque "soava muito como um hillbilly". A mistura veio a ser conhecida como "rockabilly". Na época, o cantor foi anunciado como "The King of Western Bop", "The Hillbilly Cat" e "The Memphis Flash".
Elvis renovou o contrato de gestão de Neal em agosto de 1955, nomeando simultaneamente Parker como seu conselheiro especial. O grupo manteve uma extensa agenda de turnês durante a segunda metade do ano. Neal lembrou: "Foi quase assustador, a reação que veio a Elvis dos garotos adolescentes. Muitos deles, por algum tipo de ciúme, praticamente o odiariam. Houve ocasiões em algumas cidades do Texas que precisávamos de uma guarda policial porque alguém sempre tentaria fazer algo a ele. Formariam um grupo e tentariam assaltá-lo ou algo assim". O trio se tornou um quarteto quando o baterista do Hayride, Fontana, se juntou como membro permanente. Em meados de outubro, fizeram alguns shows em apoio a Bill Haley, cuja faixa "Rock Around the Clock" havia sido um hit número um no ano anterior. Haley observou que o cantor tinha uma sensação natural de rhythm e o aconselhou a cantar menos baladas.
Na Country Disc Jockey Convention no início de novembro, foi eleito o artista masculino mais promissor do ano. Várias gravadoras já haviam demonstrado interesse em contratá-lo. Depois que três grandes gravadoras fizeram ofertas de até 25 mil dólares, Parker e Phillips fecharam um acordo com a RCA Victor em 21 de novembro para adquirir o contrato do cantor com a Sun por um valor sem precedentes de quarenta mil dólares. Presley, aos vinte anos, ainda era menor, então seu pai assinou o contrato. Parker combinou com os proprietários da Hill & Range Publishing, Jean e Julian Aberbach, a criação de duas entidades, Elvis Presley Music e Gladys Music, para lidar com todo o novo material gravado pelo cantor. Os compositores foram obrigados a renunciar um terço de seus royalties habituais em troca de tê-lo tocando suas composições. Em dezembro, a RCA Victor começou a promover fortemente seu novo artista, e antes do final do mês havia reeditado muitas de suas gravações da Sun.

### 1956–1958: Destaque comercial

#### Primeiras aparições na TV nacional e álbum de estreia
Em 10 de janeiro de 1956, fez suas primeiras gravações para a RCA Victor em Nashville. Estendendo o habitual grupo do cantor, RCA Victor recrutou o guitarrista Chet Atkins e três cantores de fundo, incluindo Gordon Stoker do popular quarteto Jordanaires, para preencher o som. A sessão produziu "Heartbreak Hotel", lançado como single em 27 de janeiro. Parker finalmente trouxe o artista para a televisão nacional, reservando-o no Stage Show da CBS para seis aparições ao longo de dois meses. O programa, produzido em Nova Iorque, foi apresentado em semanas alternadas pelos líderes de big bands e irmãos Tommy Dorsey e Jimmy Dorsey. Após sua primeira aparição, em 28 de janeiro, ficou na cidade para gravar no RCA Victor New York Studio. As sessões renderam oito músicas, incluindo um cover do hino rockabilly de Carl Perkins "Blue Suede Shoes". Em fevereiro, "I Forgot to Remember to Forget" de Elvis, uma gravação da Sun lançada anteriormente em agosto, alcançou o topo da parada country da Billboard. O contrato de Neal foi rescindido e, em 2 de março, Parker se tornou o empresário de Presley.
A RCA Victor lançou o álbum de estreia auto-intitulado do cantor em 23 de março. Juntamente com cinco gravações inéditas da Sun, suas sete faixas recentemente gravadas eram de uma ampla variedade. Havia duas músicas country e uma música pop. Os outros definiriam centralmente o som em evolução do rock and roll: "Blue Suede Shoes" — "uma melhoria sobre Perkins em quase todos os aspectos", segundo o crítico Robert Hilburn — e três números de R&B que fizeram parte do seu repertório de palco por algum tempo, covers de Little Richard, Ray Charles e The Drifters. Conforme descrito por Hilburn, estes "foram os mais reveladores de todos. Ao contrário de muitos artistas brancos... que diluíram as arestas das versões R&B originais das músicas dos anos 50, Presley as reformulou. Não apenas injetou as músicas com seu próprio personagem vocal, mas também fez guitarra, não piano, o instrumento principal em todos os três casos". Tornou-se o primeiro álbum de rock and roll a liderar a parada da Billboard, posição que ocupou por dez semanas. Embora não fosse um guitarrista inovador como Moore ou os roqueiros afro-americanos contemporâneos Bo Diddley e Chuck Berry, o historiador cultural Gilbert B. Rodman argumentou que a imagem da capa do álbum, "de Elvis tendo melhor momento de sua vida no palco com um violão na mão, as mãos desempenharam um papel crucial no posicionamento do violão... como o instrumento que melhor captou o estilo e o espírito desta nova música".

#### Milton Berle Showe "Hound Dog"

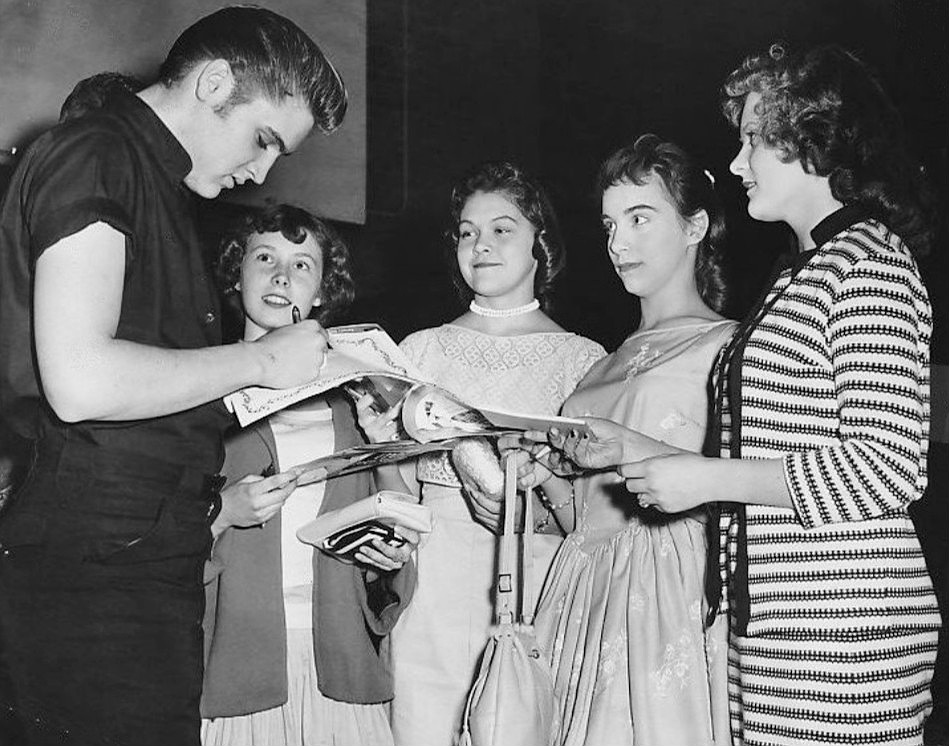
Presley assinando autógrafos em Minneapolis, em 1956

Em 3 de abril, fez a primeira de duas aparições no Milton Berle Show da NBC. Sua apresentação, no convés do USS Hancock em San Diego, Califórnia, provocou aplausos e gritos de uma plateia de marinheiros e seus acompanhantes. Alguns dias depois, um voo levando o cantor e sua banda para Nashville para uma sessão de gravação deixou os três muito abalados quando um motor morreu e o avião quase caiu sobre o Arkansas. Doze semanas após seu lançamento original, "Heartbreak Hotel" se tornou o primeiro hit pop número um de Presley. No final de abril, ele começou uma residência de duas semanas no New Frontier Hotel and Casino na Las Vegas Strip. Os shows foram mal-recebidos pelos hóspedes conservadores de meia-idade do hotel, "como uma jarra de licor de milho em uma festa de champanhe", escreveu um crítico para a Newsweek. Em Las Vegas, Presley, que tinha sérias ambições de atuação, assinou um contrato de sete anos com a Paramount Pictures. Em meados de maio, começou uma turnê pelo Centro-Oeste, passando por quinze cidades em tantos dias. Já havia assistido a vários shows de Freddie Bell and the Bellboys em Vegas e ficou impressionado com o cover de "Hound Dog", um sucesso em 1953 para a cantora de blues Big Mama Thornton, pelos compositores Jerry Leiber e Mike Stoller. Depois de um show em La Crosse, Wisconsin, uma mensagem urgente no papel timbrado do jornal da diocese católica local foi enviada ao diretor do FBI J. Edgar Hoover. Ele advertiu que "Elvis é um perigo definitivo para a segurança dos Estados Unidos. ... [Suas] ações e movimentos eram tais que despertavam as paixões sexuais da juventude adolescente ... Após o show, mais de mil deles tentaram invadir o quarto de Presley no auditório... Indicações do mal que fez apenas em La Crosse foram as duas garotas do ensino médio... cujo abdômen e coxa tinham o autógrafo de Presley".
A segunda aparição no Milton Berle Show aconteceu em 5 de junho no estúdio da NBC em Hollywood, em meio a outra agitada turnê. Berle convenceu o cantor a deixar seu violão nos bastidores, aconselhando: "Deixe-os ver você, filho". Durante a apresentação, interrompeu abruptamente uma versão de "Hound Dog" com um aceno de seu braço e lançou em uma versão lenta e com movimentos corporais enérgicos e exagerados. Os giros do artista criaram uma tempestade de controvérsias. Os críticos de televisão ficaram indignados: Jack Gould, do The New York Times, escreveu: "O Sr. Presley não tem habilidade de canto discernível ... Seu fraseado, se pode ser chamado assim, consiste nas variações estereotipadas que acompanham a ária de um iniciante em uma banheira... Sua única especialidade é um movimento acentuado do corpo... identificado principalmente com o repertório das loiras bombásticas da passarela burlesca". Ben Gross, do New York Daily News, opinou que a música popular "atingiu suas profundezas mais baixas nas travessuras de 'grunhidos e virilhas' de um certo Elvis Presley. ... Elvis, que gira sua pélvis ... deu uma exposição que foi sugestiva e vulgar, tingida com o tipo de animalismo que deve ser confinado a mergulhos e bordéis". Ed Sullivan, cujo próprio programa de variedades era o mais popular do país, o declarou impróprio para assistir em família". Para seu desgosto, logo se viu sendo chamado "Elvis the Pelvis", que chamou de "uma das expressões mais infantis que já ouvi, vindo de um adulto".

#### Steve Allen ShoweThe Ed Sullivan Show

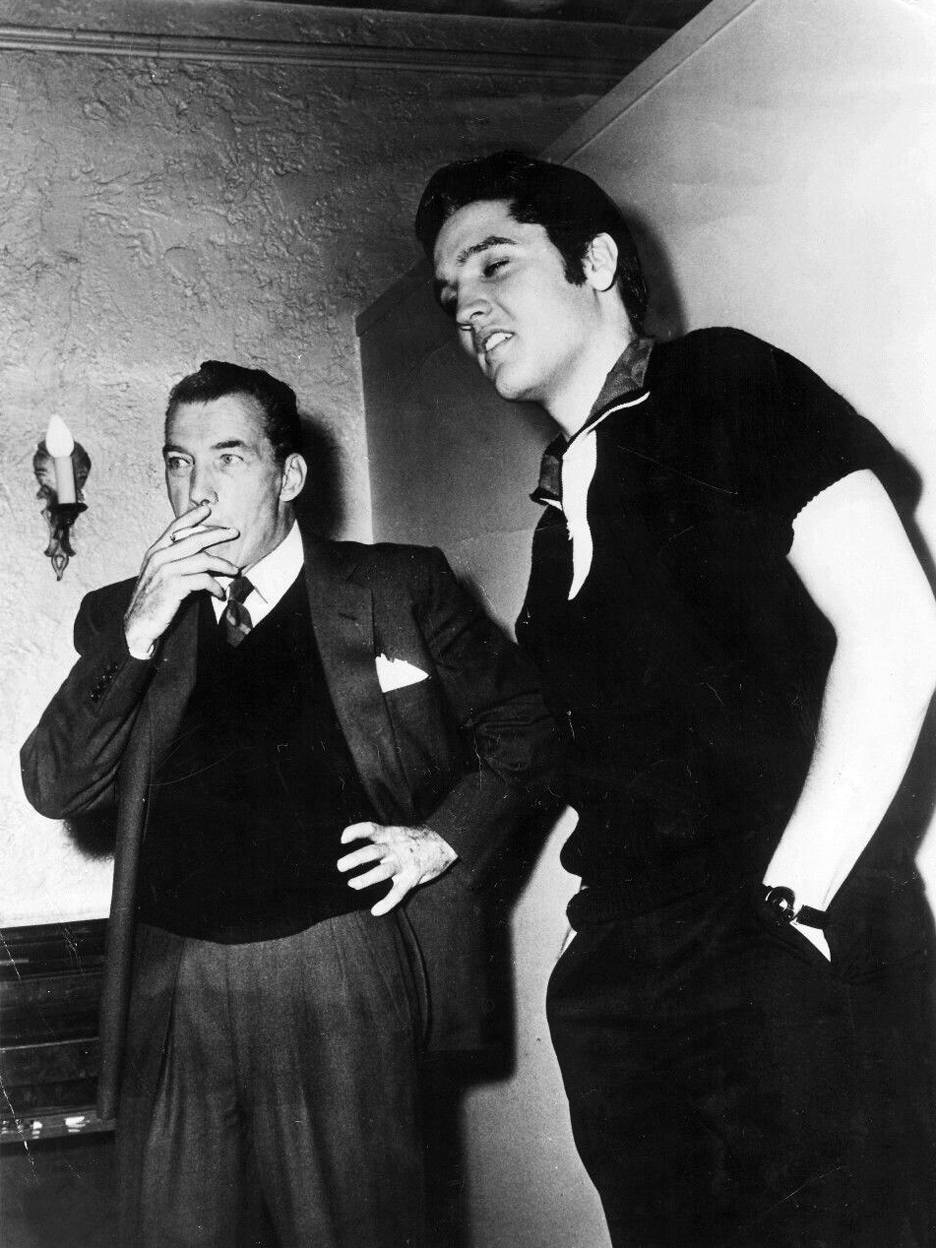
Ed Sullivan e Presley durante os ensaios para sua segunda aparição no The Ed Sullivan Show, 26 de outubro de 1956

Os shows de Berle atraíram classificações tão altas que Presley foi contratado para uma aparição em 1 de julho no Steve Allen Show da NBC em Nova Iorque. Allen, nenhum fã de rock and roll, apresentou um "novo Elvis" em uma gravata borboleta-branca e fraque preto. Ele cantou "Hound Dog" por menos de um minuto para um basset hound usando uma cartola e gravata borboleta. Conforme descrito pelo historiador de televisão Jake Austen, "Allen achava que o cantor era sem talento e absurdo ... [ele] preparou as coisas para que Presley mostrasse seu arrependimento". Allen escreveu mais tarde que achou o "estranho, desengonçado, carisma de menino do campo, sua fofura difícil de definir e sua charmosa excentricidade intrigantes" e simplesmente o trabalhou no habitual "tecido de comédia" de seu programa. Pouco antes do ensaio final para o show, o cantor disse a um repórter: "Estou segurando este programa. Não quero fazer nada para que as pessoas não gostem de mim. Acho que a TV é importante, então vou junto, mas não poderei dar o tipo de show que faço em uma aparição pessoal". O artista se referiria ao programa de Allen como a performance mais ridícula de sua carreira. Mais tarde naquela noite, apareceu em Hy Gardner Calling, um popular programa de TV local. Pressionado se havia aprendido alguma coisa com as críticas a que estava sendo submetido, respondeu: "Não, não aprendi, não sinto que estou fazendo nada de errado... Não vejo como qualquer tipo de música teria alguma má influência sobre as pessoas quando é apenas música... Quero dizer, como o rock and roll faria alguém se rebelar contra seus pais?".
No dia seguinte, gravou "Hound Dog", junto com "Any Way You Want Me" e "Don't Be Cruel". Os Jordanaires cantaram em harmonia, como fizeram no The Steve Allen Show; eles trabalhariam juntos durante a década de 1960. Alguns dias depois, o artista fez um show ao ar livre em Memphis, no qual anunciou: "Sabe, essas pessoas em Nova Iorque não vão me mudar em nada. Vou mostrar a você como é o verdadeiro Elvis esta noite". Em agosto, um juiz em Jacksonville, Flórida, ordenou que domasse seu ato. Ao longo da apresentação seguinte, ficou em grande parte parado, exceto por balançar o dedo mindinho sugestivamente em zombaria da ordem. O single "Don't Be Cruel" com "Hound Dog" governou o topo das paradas por onze semanas — uma marca que não seria superada por 36 anos. As sessões de gravação do seu segundo álbum ocorreram em Hollywood durante a primeira semana de setembro. Leiber e Stoller, os escritores de "Hound Dog", contribuíram com "Love Me".
O show de Allen com Elvis tinha, pela primeira vez, batido Ed Sullivan Show da CBS nas classificações. Sullivan, apesar de seu pronunciamento em junho, o contratou para três aparições por cinquenta mil dólares sem precedentes. A primeira, em 9 de setembro de 1956, foi vista por aproximadamente sessenta milhões de telespectadores — um recorde de 82,6% da audiência televisiva. O artista apareceu em dois segmentos naquela noite da CBS Television City em Los Angeles. Assistindo a clipes dos shows de Allen e Berle com seu produtor, Sullivan opinou que Presley "tem algum tipo de dispositivo pendurado abaixo da virilha de suas calças — então, enquanto move as pernas para frente e para trás, você pode ver o contorno de seu pênis. ... Eu acho que é uma garrafa de Coca-Cola... Nós simplesmente não podemos ter isso em uma noite de domingo. Este é um programa de família!". Sullivan disse publicamente ao TV Guide: "Quanto aos giros, tudo pode ser controlado com fotos da câmera". De fato, o cantor foi mostrado da cabeça aos pés no primeiro e no segundo show. Embora o trabalho de câmera tenha sido relativamente discreto durante sua estreia, com closes que escondiam as pernas quando dançava, o público do estúdio reagiu no estilo habitual: gritando. A apresentação de seu próximo single, a balada "Love Me Tender", gerou um recorde de milhões de pedidos antecipados. Mais do que qualquer outro evento único, foi esta primeira aparição no The Ed Sullivan Show que fez dele uma celebridade nacional de proporções quase sem precedentes.
Acompanhando a ascensão do artista à fama, estava ocorrendo uma mudança cultural que ele ajudou a inspirar e simbolizar. Acender a "maior mania pop desde Glenn Miller e Frank Sinatra ... Presley trouxe o rock'n'roll para o mainstream da cultura popular", escreve o historiador Marty Jezer. "À medida que estabeleceu o ritmo artístico, outros artistas o seguiram. ... Elvis, mais do que ninguém, deu aos jovens uma crença em si mesmos como uma geração distinta e de alguma forma unificada — a primeira na América a sentir o poder de uma juventude integrada".

#### Fervor de multidões e estreia no cinema

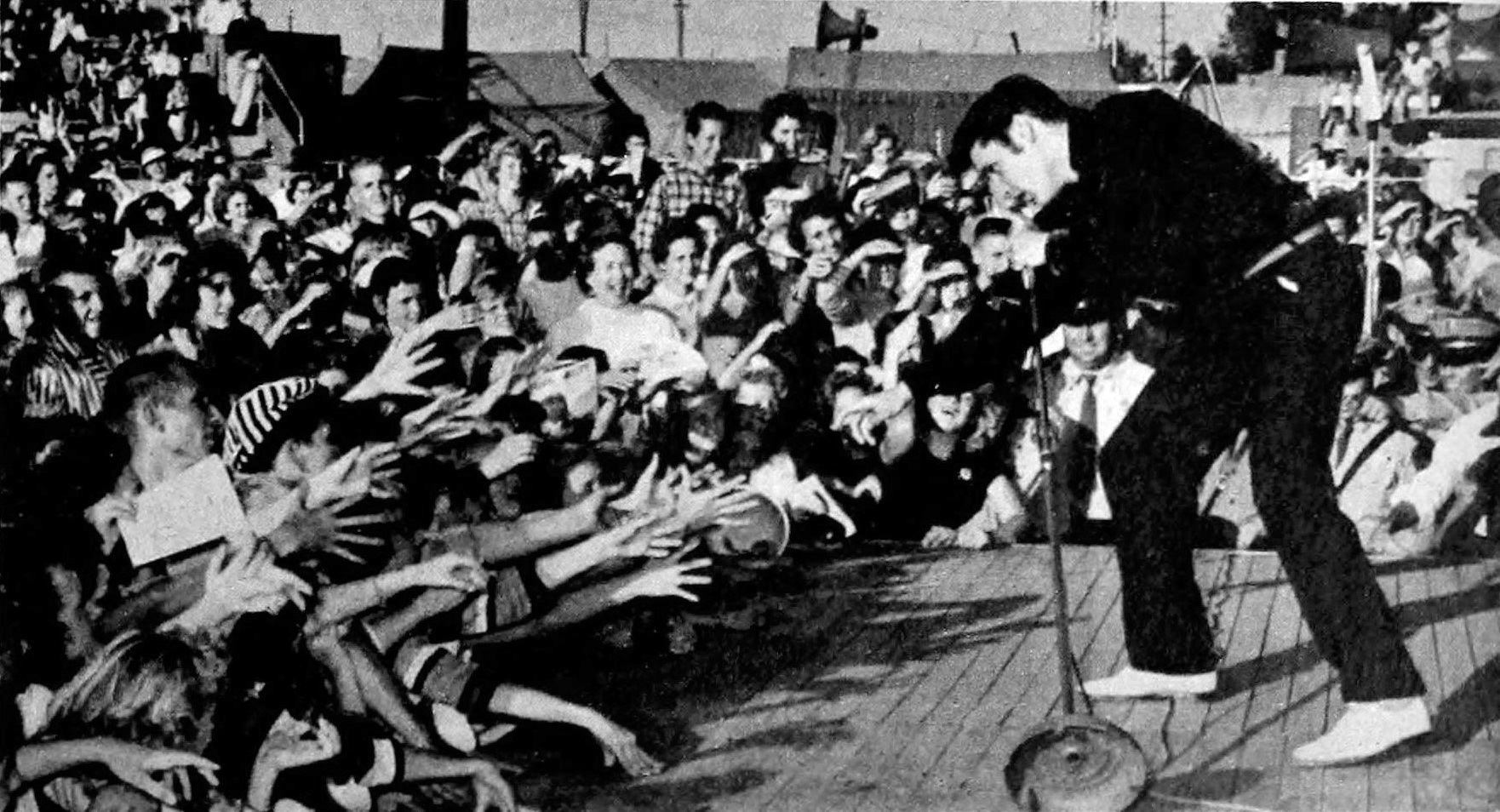
Presley tocando ao vivo no Mississippi-Alabama Fairgrounds, em Tupelo, 26 de setembro de 1956

A resposta do público nos shows ao vivo do cantor tornou-se cada vez mais febril. Moore lembrou: "Ele começava, 'Você não é nada além de um cão de caça', e eles simplesmente se desfaziam. Sempre reagiam da mesma maneira. Sempre havia um tumulto". Nos dois shows que realizou em setembro na Feira Mississippi-Alabama e no Dairy Show, cinquenta Guardas Nacionais foram adicionados à segurança policial para garantir que a multidão não causasse tumulto. Elvis, o segundo álbum do artista na RCA Victor, foi lançado em outubro e rapidamente alcançou o primeiro lugar no outdoor. O álbum inclui "Old Shep", que cantou no show de talentos em 1945, e que agora marca a primeira vez que tocou piano em uma sessão da RCA Victor. Avaliando o impacto musical e cultural das suas gravações de "That's All Right" até Elvis, o crítico de rock Dave Marsh escreveu que "esses discos, mais do que quaisquer outros, contêm as sementes do que o rock and roll foi, tem sido e provavelmente o que pode vir a ser".
Em 28 de outubro, voltou ao programa de Sullivan em seu estúdio principal em Nova Iorque. Após a apresentação, multidões em Nashville e St. Louis o queimaram em uma efígie. Seu primeiro filme, Love Me Tender, foi lançado em 21 de novembro. Embora não tenha sido o mais famoso, o título original do filme — The Reno Brothers — foi alterado para capitalizar seu último álbum número um: "Love Me Tender" atingiu o topo das paradas no início daquele mês. Para aproveitar ainda mais a popularidade do cantor, quatro números musicais foram adicionados ao que era originalmente um papel de ator direto. O filme foi criticado pela crítica, mas foi muito bem nas bilheterias. Presley receberia o maior faturamento em todos os filmes subsequentes que ele fizesse.
Em 4 de dezembro, entrou na Sun Records, onde Carl Perkins e Jerry Lee Lewis estavam gravando e teve uma jam improvisada junto com Johnny Cash. Embora Phillips não tivesse mais o direito de liberar qualquer um de seus materiais, garantiu que a sessão fosse capturada em fita. Os resultados, nenhum lançado oficialmente por 25 anos, ficaram conhecidos como as gravações do "Million Dollar Quartet". O ano terminou com uma matéria de primeira página no The Wall Street Journal relatando que a mercadoria de Elvis havia arrecadado 22 milhões em cima de suas vendas de discos, e a declaração da Billboard de que havia colocado mais músicas no top 100 do que qualquer outro artista desde que os registros foram lançados. Em seu primeiro ano completo na RCA Victor, então a maior empresa da indústria fonográfica, o artista foi responsável por mais da metade das vendas de singles da gravadora.
Ele fez sua terceira e última aparição no Ed Sullivan Show em 6 de janeiro de 1957. Alguns comentaristas afirmaram que Parker orquestrou uma aparência de censura para gerar publicidade. De qualquer forma, como o crítico Greil Marcus descreve, Elvis "não se amarrou. Deixando para trás as roupas sem graça que usava nos dois primeiros shows, saiu com o traje estranho de um paxá, se não uma garota de harém. Da maquiagem sobre os olhos, o cabelo caindo em seu rosto, o tom esmagadoramente sexual de sua boca, ele estava interpretando Rudolph Valentino em The Sheik, com todas as paradas". Para fechar, exibindo seu alcance e desafiando os desejos de Sullivan, o artista cantou "Peace in the Valley". No final do programa, Sullivan declarou-o "um menino muito decente e bom". Dois dias depois, o conselho de recrutamento de Memphis anunciou que seria classificado como 1-A e provavelmente seria convocado em algum momento daquele ano.
Cada um dos três de seus singles lançados no primeiro semestre de 1957 foi número um: "Too Much", "All Shook Up" e "(Let Me be Your) Teddy Bear". Já uma estrela internacional, estava atraindo fãs mesmo onde sua música não foi lançada oficialmente. Entre as filmagens e as sessões de gravação, com 22 anos, também encontrou tempo para comprar uma mansão de dezoito quartos em Graceland em 19 de março de 1957, para ele e seus pais, pelo valor de 102 mil dólares. Antes da compra, gravou "Loving You" — a trilha sonora de seu segundo filme, lançado em julho. Foi o terceiro álbum número um consecutivo do cantor. A faixa-título foi escrita por Leiber e Stoller, que foram contratados para escrever quatro das seis músicas gravadas nas sessões de Jailhouse Rock, o próximo filme do artista. A equipe de compositores efetivamente produziu as sessões de Jailhouse e desenvolveu uma estreita relação de trabalho com Presley, que passou a considerá-las como seu "amuleto da sorte". "Ele foi rápido", disse Leiber. "Qualquer demonstração dada, ele decorava em dez minutos".

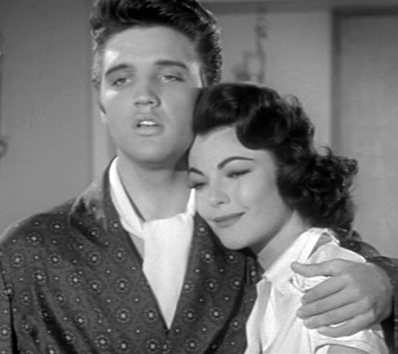
O cantor e a co-estrela Judy Tyler no trailer de Jailhouse Rock, lançado em outubro de 1957

Durante o ano, realizou três breves turnês, continuando a gerar uma resposta enlouquecida do público. Um jornal de Detroit sugeriu que "o problema de ir ver Elvis Presley é que você corre o risco de ser morto". Os alunos de Villanova o atiraram com ovos na Filadélfia, e em Vancouver a multidão se revoltou após o final do show, destruindo o palco. Frank Sinatra condenou o novo fenômeno musical. Em um artigo de revista, ele denunciou o rock and roll como "brutal, feio, degenerado, vicioso... Promove reações quase totalmente negativas e destrutivas nos jovens. Cheira a falso. É cantado, tocado e escrito, para na maior parte, por capangas cretinos... Este afrodisíaco de cheiro rançoso eu lamento". Questionado sobre uma resposta, disse: "Admiro o homem. Ele tem o direito de dizer o que quer dizer. É um grande sucesso e um ótimo ator, mas acho que não deveria ter dito isso... Esta é uma tendência, da mesma forma que ele enfrentou quando começou anos atrás".
Leiber e Stoller estavam novamente em estúdio para a gravação do Elvis' Christmas Album. Perto do final da sessão, escreveram uma música no local a pedido do cantor: "Santa Claus Is Back in Town". O lançamento do feriado estendeu a série de seus álbuns número um para quatro e se tornaria o álbum de Natal mais vendido dos Estados Unidos, com vendas de mais de vinte milhões em todo o mundo. Após a sessão, Moore e Black — recebendo apenas modestos salários semanais, não compartilhando nenhum enorme sucesso financeiro do cantor — renunciaram. Embora tenham sido trazidos de volta algumas semanas depois, ficou claro que não faziam parte do círculo íntimo do artista há algum tempo. Em 20 de dezembro, o cantor recebeu seu aviso de alistamento. Recebeu um adiamento para terminar o filme King Creole, onde 350 mil dólares já haviam sido investidos pela Paramount e pelo produtor Hal Wallis. Algumas semanas no ano novo, "Don't", outra música de Leiber e Stoller, tornou-se o décimo vendedor número um de Presley. As sessões de gravação da trilha sonora de King Creole foram realizadas em Hollywood em meados de janeiro de 1958. Leiber e Stoller forneceram três músicas e estavam novamente disponíveis, mas seria a última vez que o artista e a dupla trabalhariam juntos. Como Stoller lembrou mais tarde, o empresário e a sua comitiva tentaram impedi-lo: "Ele foi removido... O mantiveram separado". Uma breve sessão de trilha sonora em 11 de fevereiro marcou outro final — foi a última ocasião em que Black se apresentaria com Presley. Ele morreu em 1965.

### 1958–1960: Serviço militar e morte da mãe

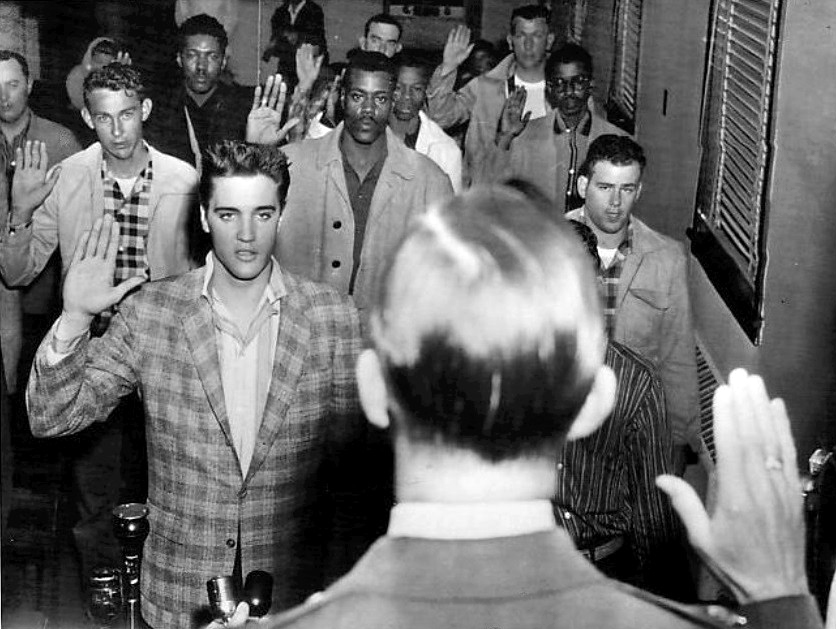
Presley fazendo seu juramento no Exército dos Estados Unidos, em Fort Chaffee, Arkansas, 24 de março de 1958

Em 24 de março de 1958, o artista foi convocado para o Exército dos Estados Unidos como soldado em Fort Chaffee, perto de Fort Smith, Arkansas. Sua chegada foi um grande evento de mídia. Centenas de pessoas aglomeraram quando desceu do ônibus, e os fotógrafos o acompanharam até o forte. Anunciou que estava ansioso por seu período militar, dizendo que não queria ser tratado de maneira diferente de qualquer outra pessoa: "O Exército pode fazer o que quiser comigo".
O cantor começou o treinamento básico em Fort Hood, Texas. Durante uma licença de duas semanas no início de junho, gravou cinco músicas em Nashville. No início de agosto, sua mãe foi diagnosticada com hepatite e sua condição piorou rapidamente. O artista recebeu licença de emergência para visitá-la e chegou a Memphis em 12 de agosto. Dois dias depois, ela morreu de insuficiência cardíaca aos 46 anos. Elvis ficou devastado e nunca mais foi o mesmo; o relacionamento deles permaneceu extremamente próximo — mesmo em sua idade adulta. Blackwood Brothers Quartet era o grupo favorito de Gladys e cantaram em seu funeral, o que J. D. Sumner, um dos integrantes do quarteto, afirmou: "Eu nunca vi um homem sofrer tanto pela perda de sua mãe".
Após o treinamento, se juntou à 3.ª Divisão Blindada em Friedberg, Alemanha, em 1 de outubro. Durante as manobras, Presley foi apresentado às anfetaminas por um sargento. Se tornou "praticamente evangélico sobre seus benefícios", não apenas para energia, mas também para "força" e perda de peso, e muitos de seus amigos da equipe se juntaram a ele para ceder. O Exército também apresentou o cantor ao karatê, o qual estudou seriamente, treinando com Jürgen Seydel. Tornou-se um interesse ao longo da vida, que mais tarde incluiu em suas performances ao vivo. Os soldados companheiros atestaram o seu desejo de ser visto como um soldado comum e capaz, apesar de sua fama e de sua generosidade. Também doou seu salário do Exército para caridade, comprou aparelhos de TV para a base e comprou um conjunto extra de uniformes para todos.
Enquanto em Friedberg, o artista conheceu Priscilla Beaulieu, de 14 anos. Eles acabariam se casando após um namoro de sete anos e meio. Em sua autobiografia, Priscilla disse que seu companheiro estava preocupado de que o período de 24 meses como soldado arruinasse sua carreira. Nos Serviços Especiais, poderia fazer apresentações musicais e manter contato com o público, mas Parker o convenceu de que, para ganhar o respeito popular, deveria servir seu país como um soldado regular. Os relatos da mídia ecoaram as preocupações sobre sua carreira, mas o produtor da RCA Victor, Steve Sholes, e Freddy Bienstock, da Hill and Range, se prepararam cuidadosamente para seu hiato de dois anos. Armados com uma quantidade substancial de material inédito, mantiveram um fluxo regular de lançamentos de sucesso. Entre sua convocação e dispensa, Presley teve dez hits no top 40, incluindo "Wear My Ring Around Your Neck", o best-seller "Hard Headed Woman" e "One Night" em 1958, e "(Now and Then There's) A Fool Such as I" e o número um "A Big Hunk o' Love" em 1959. RCA Victor também gerou quatro álbuns compilando material anteriormente emitido durante este período, com mais sucesso Elvis' Golden Records (1958), que atingiu o número três no LP gráfico.

### 1960–1968: Foco na carreira cinematográfica

#### ÁlbumElvis is Back!
O cantor retornou aos Estados Unidos em 2 de março de 1960, sendo dispensado honrosamente três dias depois com o posto de sargento. O trem que o levou de Nova Jersey para o Tennessee foi cercado por uma multidão, e Elvis foi chamado para aparecer em paradas programadas para agradar os fãs. Na noite de 20 de março, entrou no estúdio da RCA Victor em Nashville para gravar faixas para um novo álbum junto com um single, "Stuck on You", que foi lançado às pressas e rapidamente se tornou um hit número um. Outra sessão de Nashville, duas semanas depois, rendeu um par de seus singles mais vendidos, as baladas "It's Now or Never" e "Are You Lonesome Tonight?", junto com o resto de Elvis Is Back! O álbum apresenta várias músicas descritas por Greil Marcus como cheias de "ameaça" do Chicago blues, impulsionado pelo próprio violão super-microfonado de Presley, brilhante interpretação de Scotty Moore e trabalho demoníaco de saxofone de Boots Randolph. O canto de Elvis não era sexy, era pornográfico". Na totalidade, o disco "evocou a visão de um artista que poderia ser todas as coisas", segundo o historiador da música John Robertson: "um ídolo adolescente paquerador com um coração de ouro; um amante tempestuoso e perigoso; um cantor de blues; um sofisticado animador de boate; [um] roqueiro estridente". Lançado apenas alguns dias após a conclusão da gravação, alcançou o número dois na parada de álbuns.

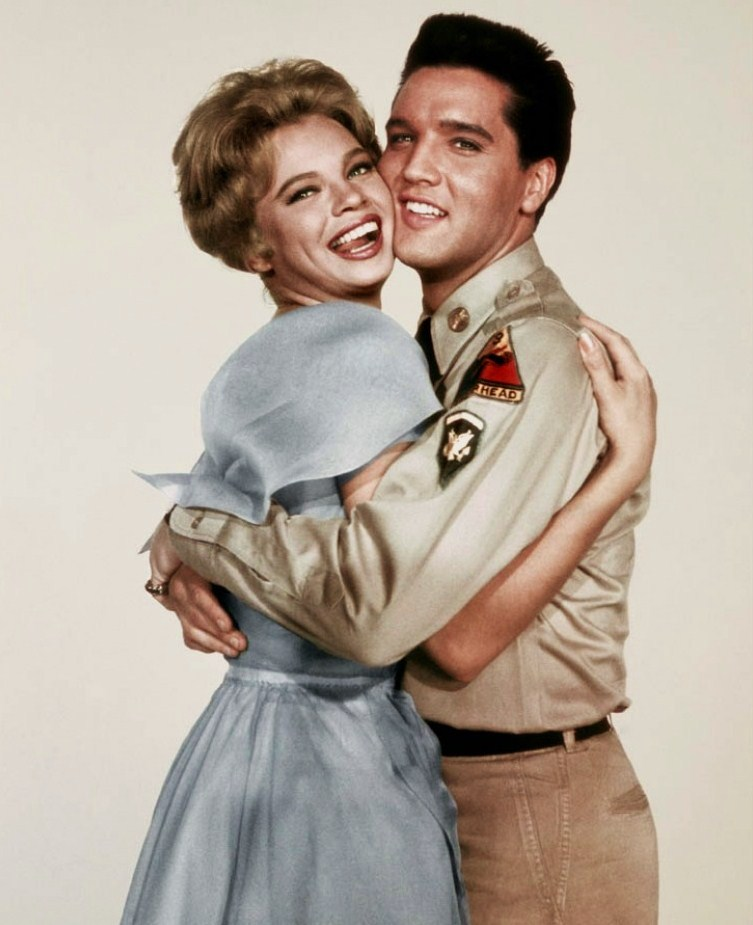
Presley com Juliet Prowse, em G.I. Blues

O artista voltou à televisão em 12 de maio como convidado no The Frank Sinatra Timex Special — irônico para ambos, dado o desprezo anterior de Sinatra ao rock and roll. Também conhecido como Welcome Home Elvis, o show foi gravado no final de março, a única vez em todo o ano em que se apresentou na frente de uma plateia. Parker garantiu uma taxa inédita de 125 mil dólares por oito minutos de canto. A transmissão atraiu uma enorme audiência.
G.I. Blues, a trilha sonora do primeiro filme desde seu retorno, foi o álbum número um em outubro. Seu primeiro LP gospel, His Hand in Mine, foi lançado dois meses depois. Alcançou o número treze na parada pop dos EUA e o número três no Reino Unido, números notáveis para um álbum gospel. Em fevereiro de 1961, realizou dois shows para um evento beneficente em Memphis, em nome de 24 instituições de caridade locais. Durante um almoço que antecedeu o evento, a RCA Victor o presenteou com uma placa que certifica as vendas mundiais de mais de 75 milhões de discos. Uma sessão de doze horas em Nashville em meados de março rendeu quase todo o próximo álbum de estúdio do cantor, Something for Everybody. Conforme descrito por John Robertson, exemplifica o Nashville sound, o estilo contido e cosmopolita que definiria a música country na década de 1960. Prenunciando muito do que viria do próprio artista ao longo da próxima meia década, o álbum é em grande parte "um pastiche agradável e não ameaçador da música que já foi o direito de nascimento de Elvis". Outro concerto beneficente, arrecadando dinheiro para um memorial de Pearl Harbor, foi realizado em 25 de março, no Havaí. Seria a última apresentação pública do artista em sete anos.

#### Hollywood
Parker já havia empurrado o cantor para um cronograma de filmagem pesado, focado em comédias musicais de orçamento modesto. A princípio insistiu em buscar papéis mais altos, mas quando dois filmes com uma veia mais dramática — Flaming Star (1960) e Wild in the Country (1961) — tiveram menos sucesso comercial, ele voltou à fórmula. Entre os 27 filmes que fez durante a década de 1960, houve mais algumas exceções. Seus filmes foram quase universalmente criticados; o crítico Andrew Caine os descartou como um "panteão de mau gosto". No entanto, eram praticamente todos rentáveis. Hal Wallis, que produziu nove deles, declarou: "Um filme de Presley é a única coisa certa em Hollywood".
Dos seus filmes na década de 1960, quinze foram acompanhados por álbuns de trilhas sonoras e outros cinco por EPs de trilhas sonoras. Os rápidos cronogramas de produção e lançamento dos filmes — frequentemente estrelou três filmes por ano — afetaram sua música. De acordo com Jerry Leiber, a fórmula da trilha sonora já era evidente antes de ter partido para o Exército: "três baladas, uma de ritmo médio, uma de ritmo acelerado e uma de break blues boogie". Com o passar da década, a qualidade das músicas da trilha sonora ficou "progressivamente pior". Julie Parrish, que apareceu em Paradise, Hawaiian Style (1966), diz que não gostou de muitas das músicas escolhidas para seus filmes. Gordon Stoker, dos Jordanaires, descreve como Presley se retirava do microfone do estúdio: "O material era tão ruim que sentiu que não poderia cantá-lo". A maioria dos álbuns de filmes apresentava uma ou duas músicas de escritores respeitados, como a equipe de Doc Pomus e Mort Shuman. Mas, em geral, de acordo com o biógrafo Jerry Hopkins, os números pareciam ter sido "escritos sob encomenda por homens que nunca entenderam Elvis ou rock and roll". Independentemente da qualidade das canções, argumenta-se que ele geralmente as cantou bem, com comprometimento. O crítico Dave Marsh ouviu o oposto: "Elvis não está tentando, provavelmente o curso mais sábio em face do material como 'No Room to Rumba in a Sports Car' e 'Rock-A-Hula Baby'".
Na primeira metade da década, três dos seus álbuns de trilha sonora ficaram em primeiro lugar nas paradas pop, e algumas de suas canções mais populares vieram de seus filmes, como "Can't Help Falling in Love" (1961) e "Return to Sender" (1962). "Viva Las Vegas", a faixa-título do filme de 1964, foi um sucesso menor como lado B, e se tornou verdadeiramente popular apenas mais tarde. Mas, como acontece com o mérito artístico, os retornos comerciais diminuíram constantemente. Durante um período de cinco anos, de 1964 a 1968, o artista teve apenas um hit entre os dez primeiros: "Crying in the Chapel" (1965), um número gospel gravado em 1960. Quanto aos álbuns não cinematográficos, entre o lançamento de junho de 1962 de Pot Luck e o lançamento em novembro de 1968 da trilha sonora do especial de televisão que sinalizou seu retorno, apenas um LP de novo material de Presley foi lançado: o álbum gospel How Great Thou Art (1967). Ganhou seu primeiro Grammy Award, de Melhor Performance Gospel. Como Marsh descreveu, Presley foi "indiscutivelmente o maior cantor gospel branco de seu tempo [e] realmente o último artista de rock & roll a tornar o gospel um componente tão vital de sua personalidade musical quanto suas canções seculares".
Pouco antes do Natal de 1966, mais de sete anos desde que se conheceram, o artista pediu Priscilla Beaulieu em casamento. Eles se casaram em 1 de maio de 1967, em uma breve cerimônia em sua suíte no Aladdin Hotel, em Las Vegas. O fluxo de filmes e trilhas sonoras continuou. Não foi até outubro de 1967, quando o LP da trilha sonora do filme Clambake registrou um recorde de vendas baixas para um novo álbum do cantor, que os executivos da RCA reconheceram um problema. "Até então, é claro, o estrago já estava feito", como os historiadores Connie Kirchberg e Marc Hendrickx colocaram. "Elvis era visto como uma piada por amantes de música sérios e um passado para todos, exceto seus fãs mais leais".

### 1968–1973: Retorno

#### The '68 Comeback Special

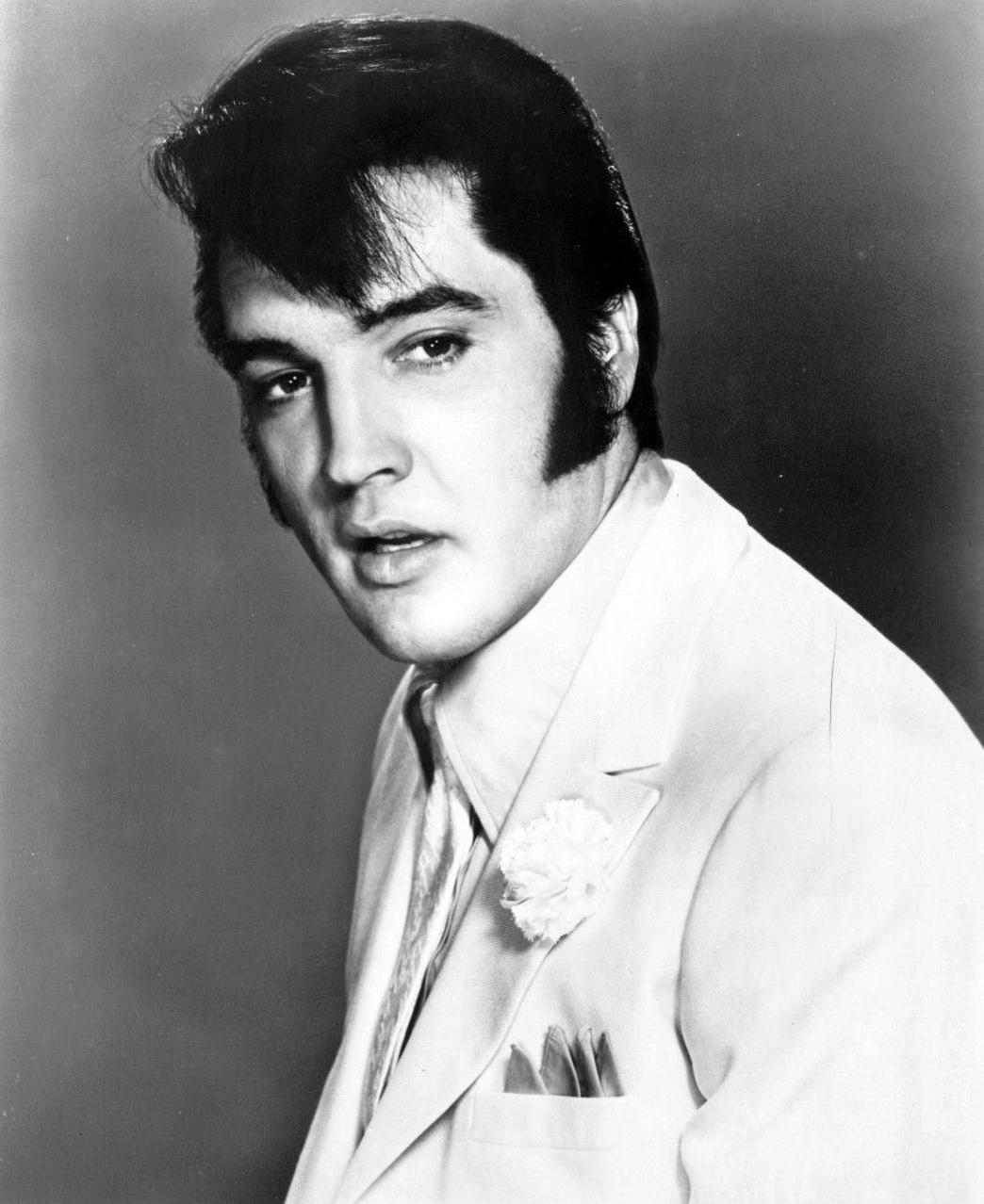
Presley em uma foto publicitária do filme The Trouble with Girls, lançado em setembro de 1969

A única filha de Presley, Lisa Marie, nasceu em 1 de fevereiro de 1968, durante um período em que ficou profundamente infeliz com sua carreira. Lisa faleceu de parada cardíaca em 12/01/2023, aos 54 anos.  Dos oito de seus singles lançados entre janeiro de 1967 e maio de 1968, apenas dois ficaram no top 40, e nenhum acima do número 28. Seu próximo álbum de trilha sonora, Speedway, ficaria no número 82 na parada da Billboard. Parker já havia mudado seus planos para a televisão, onde o cantor não aparecia desde o programa Sinatra Timex em 1960. Então, o empresário manobrou um acordo com a NBC que comprometeu a rede a financiar um recurso teatral e transmitir um especial de Natal.
Gravado no final de junho em Burbank, Califórnia, o especial, simplesmente chamado Elvis, foi ao ar em 3 de dezembro de 1968. Mais tarde conhecido como '68 Comeback Special, o show contou com produções de estúdio luxuosamente encenadas, bem como músicas tocadas com uma banda na frente de uma pequena audiência — as primeiras apresentações ao vivo do artista desde 1961. O diretor e coprodutor Steve Binder trabalhou duro para produzir um show que estava longe da hora das canções de Natal que Parker havia planejado originalmente. O programa, o de maior audiência da NBC naquela temporada, capturou 42% da audiência total. Jon Landau, da revista Eye, comentou: "Há algo mágico em ver um homem que se perdeu encontrar o caminho de volta para casa. Ele cantou com o tipo de poder que as pessoas não esperam mais de cantores de rock 'n' roll. Moveu seu corpo com uma falta de pretensão e esforço que deve ter deixado Jim Morrison verde de inveja". Dave Marsh chama a performance de "grandeza emocional e ressonância histórica".
Em janeiro de 1969, o single "If I Can Dream", escrito para o especial, alcançou o número doze. O álbum da trilha sonora subiu para o top 10. De acordo com o amigo Jerry Schilling, o especial lembrou Elvis do que "não conseguia fazer há anos, poder escolher as pessoas; poder escolher quais músicas e não ser dito o que tinha que estar na trilha sonora... Ele estava fora da prisão, cara". Binder disse sobre a reação do cantor: "Eu toquei Elvis no show de sessenta minutos, e ele me disse na sala de projeção: 'Steve, é a melhor coisa que eu já fiz na minha vida. Eu te dou minha palavra que nunca vou cantar uma música em que não acredito'".

#### From Elvis in Memphise o International Hotel
Impulsionado pela experiência do Especial de Retorno, o artista se envolveu em uma prolífica série de sessões de gravação no American Sound Studio, que levou ao aclamado From Elvis in Memphis. Lançado em junho de 1969, foi seu primeiro álbum secular e sem trilha sonora de um período dedicado no estúdio em oito anos. Conforme descrito por Dave Marsh, é "uma obra-prima na qual o cantor imediatamente alcança as tendências da música pop que pareciam passar por ele durante os anos do filme. Elvis canta músicas country, soul e roqueiros com verdadeira convicção, uma conquista impressionante". O álbum contou com o single de sucesso "In the Ghetto", lançado em abril, que alcançou o número três na parada pop — o seu primeiro hit não gospel desde "Bossa Nova Baby" em 1963. Outros singles de sucesso foram selecionados da American Sound: "Suspicious Minds", "Don't Cry Daddy" e "Kentucky Rain".
Estava ansioso para retomar regularmente as apresentações ao vivo. Após o sucesso do Especial de Retorno, chegaram ofertas de todo o mundo. O London Palladium ofereceu a Parker 28 mil dólares por um compromisso de uma semana. O empresário respondeu: "Tudo bem para mim, agora quanto você pode conseguir por Elvis?". Em maio, o International hotel em Las Vegas, com o maior showroom da cidade, anunciou que lhe havia reservado. Estava programado para realizar 57 shows ao longo de quatro semanas, começando em 31 de julho. Moore, Fontana e os Jordanaires se recusaram a participar, com medo de perder o lucrativo trabalho de sessão que tinham em Nashville. O cantor montou um novo acompanhamento de alto nível, liderado pelo guitarrista James Burton e incluindo dois grupos gospel, The Imperials e Sweet Inspirations. O figurinista Bill Belew, responsável pelo intenso estilo de couro do Especial de Retorno, criou um novo visual de palco para o artista, inspirado na paixão de Presley pelo karatê. No entanto, ele estava nervoso: seu único compromisso anterior em Las Vegas, em 1956, havia sido sombrio. Parker, que pretendia fazer do retorno de seu cliente o evento de show business do ano, supervisionou um grande impulso promocional. Por sua vez, o dono do hotel Kirk Kerkorian conseguiu enviar seu próprio avião para Nova Iorque para trazer jornalistas de rock para a apresentação de estreia.
Elvis subiu ao palco sem introdução. O público de mais de duas mil pessoas, incluindo muitas celebridades, o aplaudiu de pé antes de cantar uma nota e outra depois de sua apresentação, incluindo "Can't Help Falling in Love" (uma música que seria seu número de encerramento durante grande parte da década de 1970). Em uma coletiva de imprensa após o show, quando um jornalista referiu-lhe como "O Rei", o artista gesticulou em direção a Fats Domino, que estava observando a cena. "Não", afirmou, "esse é o verdadeiro rei do rock and roll". No dia seguinte, as negociações de Parker com o hotel resultaram em um contrato de cinco anos para o cantor tocar em fevereiro e agosto, com um salário anual de um milhão de dólares. A Newsweek comentou: "Há várias coisas inacreditáveis sobre Presley, mas o mais incrível é seu poder de permanência em um mundo onde carreiras meteóricas desaparecem como estrelas cadentes". A Rolling Stone o chamou de "sobrenatural, sua própria ressurreição". Em novembro, o último filme em que o artista apareceu, Change of Habit, estreou. O álbum duplo From Memphis to Vegas/From Vegas to Memphis saiu no mesmo mês; o primeiro LP consistia em apresentações ao vivo no International Hotel, o segundo de mais cortes das sessões do American Sound. "Suspicious Minds" alcançou o topo das paradas — o primeiro e último pop de sua autoria nos Estados Unidos em mais de sete anos.
Cassandra Peterson conheceu o cantor durante este período em Las Vegas, onde trabalhava como showgirl. Ela se lembrou de seu encontro: "Era tão antidrogas quando o conheci. Mencionei que fumava maconha, e ficou chocado. Ele disse: 'Nunca mais faça isso'". Presley não estava apenas profundamente contra às drogas recreativas, também raramente bebia. Vários de seus familiares haviam sido alcoólatras, um destino que pretendia evitar.

#### De volta à turnê e encontro com Nixon
No início de 1970, o cantor retornou ao International Hotel para o primeiro dos compromissos de dois meses do ano, realizando dois shows por noite. As gravações desses shows foram lançadas no álbum On Stage. No final de fevereiro, realizou seis shows recordes de público no Astrodome em Houston. Em abril, o single "The Wonder of You" foi lançado — um hit número um no Reino Unido, também liderou a parada Adult Contemporary dos Estados Unidos. Metro-Goldwyn-Mayer filmou ensaios e filmagens de concertos no International em agosto para o documentário Elvis: That's the Way It Is. Presley estava se apresentando em um macacão, que se tornaria uma marca registrada de seu ato ao vivo. Durante este encargo, foi ameaçado de assassinato, a menos que cinquenta mil dólares fossem pagos. Já havia sido alvo de muitas ameaças desde a década de 1950, muitas vezes sem seu conhecimento. O FBI levou a ameaça a sério e a segurança foi reforçada para os próximos dois shows. Ele subiu ao palco com uma Derringer na bota direita e uma pistola .45 na cintura, mas os shows aconteceram sem nenhum incidente.
O álbum, That's the Way It Is, produzido para acompanhar o documentário e com gravações de estúdio e ao vivo, marcou uma mudança estilística. Como o historiador da música John Robertson observou: "A autoridade do seu canto ajudou a disfarçar o fato de que o álbum se afastou decisivamente da inspiração das raízes americanas das sessões de Memphis em direção a um som mais no meio da estrada. Em segundo plano, soul e R&B deixados em Memphis, o que restou foi um pop branco muito elegante, muito limpo — perfeito para o público de Las Vegas, mas um retrocesso definitivo para Elvis". Após o término de seu compromisso internacional em 7 de setembro, o artista embarcou em uma turnê de uma semana, em grande parte do Sul, sua primeira desde 1958. Outra turnê de uma semana, na Costa Oeste, seguiu em novembro.

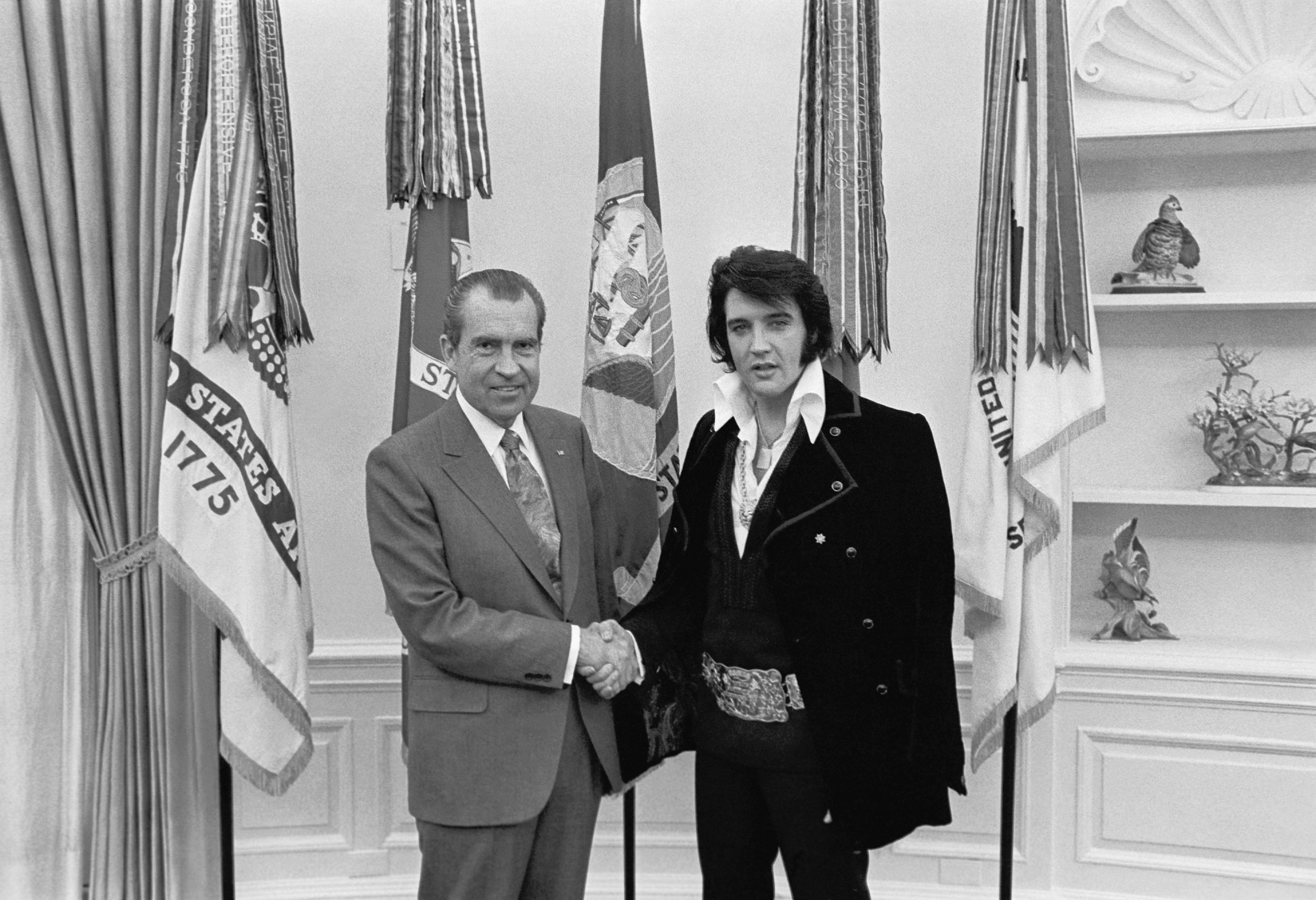
Presidente Richard Nixon e Elvis na Casa Branca, dezembro de 1970

Em 21 de dezembro de 1970, Elvis planejou uma reunião com o presidente Richard Nixon na Casa Branca, onde expressou seu patriotismo e explicou como acreditava que poderia alcançar os hippies para ajudar a combater a cultura das drogas que ambos abominavam. Ele pediu a Nixon um distintivo do Departamento de Narcóticos e Drogas Perigosas, para adicionar itens semelhantes que havia começado a colecionar e para significar a sanção oficial de seus esforços patrióticos. O presidente, que aparentemente achou o encontro estranho, expressou a crença de que o cantor poderia enviar uma mensagem positiva aos jovens e que era, portanto, importante que ele "mantivesse sua credibilidade". Elvis disse a Nixon que os Beatles, cujas músicas ele tocava regularmente em concertos durante a época, exemplificavam o que via como uma tendência de antiamericanismo. O cantor e seus amigos já tiveram um encontro de quatro horas com os Beatles em sua casa em Bel Air, Califórnia, em agosto de 1965. Ao ouvir relatos da reunião, Paul McCartney disse mais tarde que "se sentiu um pouco traído... A grande piada era que estávamos tomando drogas [ilegais], e veja o que aconteceu com ele", uma referência à morte precoce de Presley, ligada ao abuso de medicamentos prescritos.
A U.S. Junior Chamber of Commerce o nomeou como um de seus Dez Jovens Mais Destacados da Nação em 16 de janeiro de 1971. Não muito tempo depois, a cidade de Memphis nomeou o trecho da rodovia 51 South em que Graceland está localizada "Elvis Presley Boulevard". No mesmo ano, se tornou o primeiro cantor de rock and roll a receber o Lifetime Achievement Award pela National Academy of Recording Arts and Sciences, a organização do Grammy. Três novos álbuns de estúdio do cantor foram lançados em 1971, tantos quantos haviam saído nos oito anos anteriores. O melhor recebido pela crítica foi Elvis Country, um álbum conceitual que focava nos padrões do gênero. O mais vendido foi Elvis Sings the Wonderful World of Christmas, "a declaração mais verdadeira de todas", segundo Greil Marcus. "No meio de dez canções de Natal dolorosamente gentis, todas cantadas com uma sinceridade e humildade aterradoras, podia-se encontrar o artista cantando seis minutos ardentes de 'Merry Christmas Baby', um velho e atrevido blues de Charles Brown. ... Se o pecado [de Presley] foi sua falta de vida, foi sua pecaminosidade que o trouxe à vida". Contratou o The Stamps Quartet, liderado por J. D. Sumner, como seus cantores de apoio em 1971. O grupo excursionou e gravou com o artista de novembro de 1971 até sua morte em 1977.

#### Divórcio eAloha from Hawaii

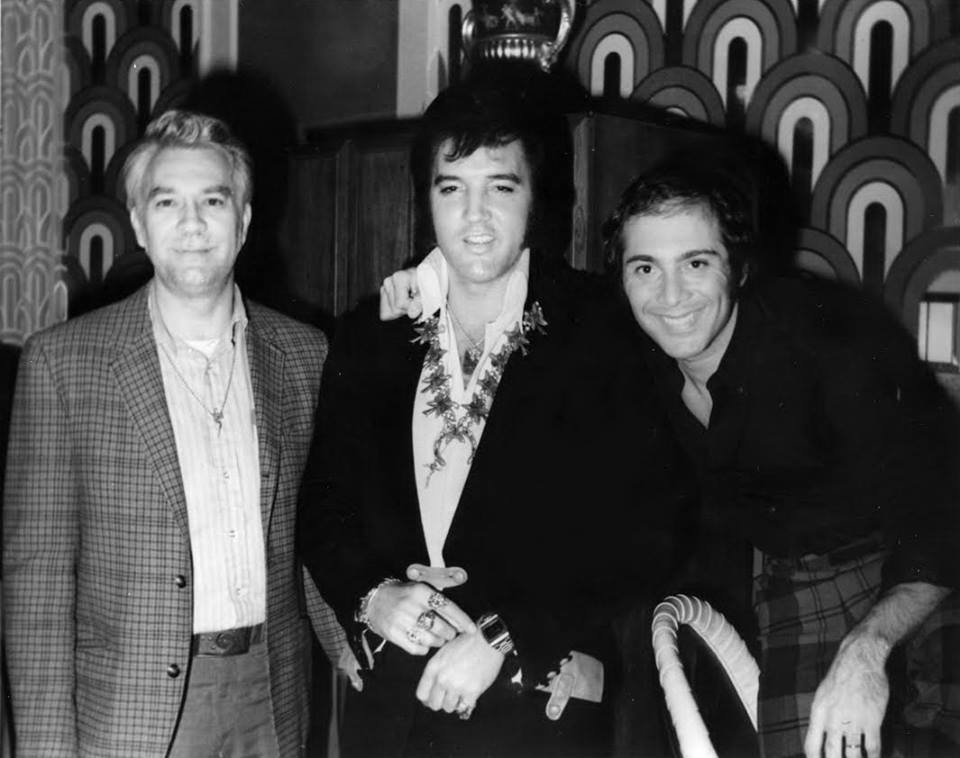
Presley com os amigos Bill Porter e Paul Anka, em Las Vegas, 5 de agosto de 1972

A MGM novamente filmou o cantor em abril de 1972, desta vez para Elvis on Tour, que ganhou o Golden Globe Awards de Melhor Documentário naquele ano. Seu álbum gospel He Touched Me, lançado naquele mês, lhe renderia seu segundo Grammy competitivo, de Melhor Performance Inspiradora. Uma turnê de quatorze datas começou com quatro shows consecutivos sem precedentes com ingressos esgotados no Madison Square Garden, em Nova Iorque. O concerto da noite de 10 de julho foi gravado e lançado em forma de LP uma semana depois. Elvis: As Recorded at Madison Square Garden tornou-se um dos álbuns mais vendidos do artista. Após a turnê, o single "Burning Love" foi lançado — o último de seus hits top 10 na parada pop dos Estados Unidos. "O single mais emocionante que fez desde 'All Shook Up'", escreveu o crítico de rock Robert Christgau.
Presley e sua esposa, enquanto isso, tornaram-se cada vez mais distantes. Em 1971, um caso que teve com Joyce Bova resultou — sem que soubesse — em sua gravidez e em um aborto. Frequentemente levantava a possibilidade de ela se mudar para Graceland, dizendo que provavelmente deixaria Priscilla. O casal se separou em 23 de fevereiro de 1972, depois que Priscilla revelou seu relacionamento com Mike Stone, um instrutor de karatê que o cantor havia recomendado a ela. Priscilla relatou que quando revelou-lhe, Presley "agarrou ... e fez amor com força", declarando: "É assim que um homem de verdade faz amor com sua mulher". Mais tarde, ela declarou em uma entrevista que lamentava sua escolha de palavras ao descrever o incidente e disse que tinha sido um exagero. Cinco meses depois, a nova namorada do artista, Linda Thompson, compositora e ex-rainha da beleza de Memphis, foi morar com ele. De acordo com Joe Moscheo dos Imperiais, o fracasso do seu casamento "foi um golpe do qual nunca se recuperou". Em uma rara entrevista coletiva em junho daquele ano, um repórter perguntou-lhe se estava satisfeito com sua imagem, então respondeu: "Bem, a imagem é uma coisa e o ser humano outra... é muito difícil viver de acordo com uma imagem".

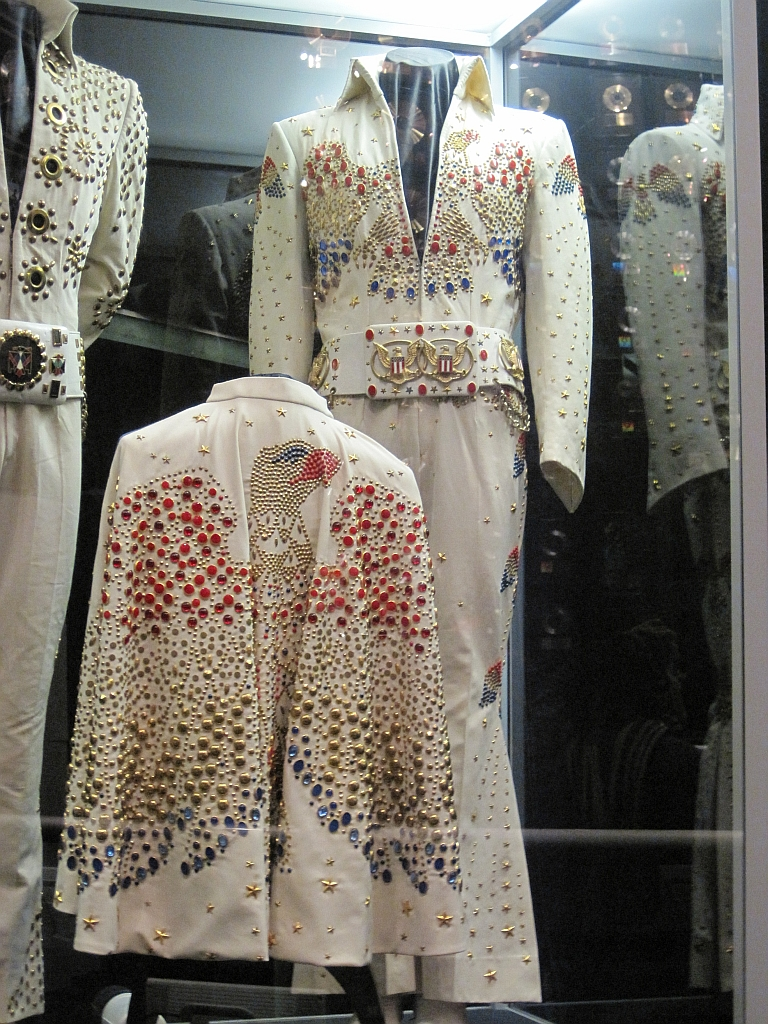
Traje que Elvis usou durante o concerto Aloha from Hawaii, em 1973

Em janeiro de 1973, o cantor realizou dois concertos beneficentes para o Kui Lee Cancer Fund em conexão com um inovador especial de TV, Aloha from Hawaii, que seria o primeiro concerto de um artista solo a ser exibido globalmente. O primeiro show serviu como treino caso problemas técnicos afetassem a transmissão ao vivo dois dias depois. Em 14 de janeiro, Aloha from Hawaii foi ao ar ao vivo via satélite para audiências em horário nobre no Japão, Coreia do Sul, Tailândia, Filipinas, Austrália e a Nova Zelândia, bem como para militares dos Estados Unidos baseados em todo o Sudeste Asiático. No Japão, onde encerrou uma "Elvis Presley Week" em todo o país, quebrou recordes de audiência. Na noite seguinte, foi transmitido simultaneamente para 28 países europeus e, em abril, uma versão estendida finalmente foi ao ar nos Estados Unidos, onde conquistou 57% da audiência da TV. Com o tempo, a alegação de Parker de que foi visto por um bilhão ou mais de pessoas seria amplamente aceita, mas esse número parecia ter sido invenção. O traje de palco de Presley tornou-se o exemplo mais reconhecido com o qual sua personalidade dos últimos dias se tornou intimamente associada. Conforme descrito por Bobbie Ann Mason, "no final do show, quando abre sua capa de águia americana, com as asas totalmente esticadas da águia cravejada nas costas, ele se torna uma figura divina". O álbum duplo que o acompanha, lançado em fevereiro, alcançou o primeiro lugar e vendeu mais de cinco milhões de cópias nos Estados Unidos. Este provou ser o último álbum pop número um do cantor nos Estados Unidos durante sua vida.
Em um show à meia-noite do mesmo mês, quatro homens correram para o palco em um aparente ataque. Os seguranças vieram em sua defesa, e ele mesmo expulsou um deles. Após o show, ficou obcecado com a ideia de que os homens haviam sido enviados por Mike Stone para matá-lo. Embora tenham sido mostrados apenas fãs, ele se enfureceu: "Há muita dor em mim ... Stone [deve] morrer". Suas explosões continuaram com tanta intensidade que um médico não conseguiu acalmá-lo, apesar de administrar grandes doses de medicamentos. Após mais dois dias inteiros de fúria, Red West, seu amigo e guarda-costas, sentiu-se compelido a receber um preço por um assassinato contratado e ficou aliviado quando Elvis decidiu: "Ah, inferno, vamos deixar isso por enquanto. Talvez seja um pouco pesado".

## Últimos anos e morte

### 1973–1977: Problemas de saúde e morte

#### Crises médicas e últimas sessões de estúdio
O divórcio do cantor foi finalizado em 9 de outubro de 1973. Até então, sua saúde estava em grande e grave declínio. Duas vezes durante o ano, teve uma overdose de barbitúricos, passando três dias em coma em sua suíte de hotel após o primeiro incidente. No final de 1973, foi hospitalizado, em coma leve pelos efeitos de um vício em petidina. De acordo com seu médico, Dr. George C. Nichopoulos, Presley "sentiu que, ao obter medicamentos de um médico, não era o viciado comum do dia a dia recebendo algo da rua". Desde seu retorno, ele encenou mais shows ao vivo a cada ano que passava, e 1973 viu 168 shows, sua agenda mais movimentada de toda carreira. Apesar da saúde debilitada, em 1974, empreendeu outra programação intensa de turnês.
A condição do artista declinou vertiginosamente em setembro. O tecladista Tony Brown lembrou a chegada de Presley em um show da Universidade de Maryland: "Ele caiu da limusine, de joelhos. As pessoas pularam para ajudar, e então as empurrou como 'Não me ajude'. Depois subiu no palco e segurou o microfone pelos primeiros trinta minutos como se fosse um post. Todos estavam olhando uns para os outros tipo, 'A turnê vai acontecer'?" O guitarrista John Wilkinson lembrou: "Elvis estava enrolando. Estava tão acabado... Era óbvio que ele estava drogado. Era óbvio que havia algo terrivelmente errado com seu corpo. Era tão ruim as palavras ... as músicas mal eram inteligíveis... Lembro-me de chorar. Ele mal conseguia terminar as apresentações". Wilkinson contou que algumas noites depois em Detroit, "Eu o vi em seu camarim, apenas largado sobre uma cadeira, incapaz de se mover. Muitas vezes eu pensava: 'Chefe, por que você não cancela essa turnê e tira um ano de férias ...?' Eu mencionei algo uma vez em um momento de cautela. Ele me deu um tapinha nas costas e disse: 'Vai ficar tudo bem. Não se preocupe com isso'". A crítica cultural Marjorie Garber escreveu que agora era amplamente visto como um cantor pop espalhafatoso: "Na verdade, se tornou Liberace. Até seus fãs eram agora matronas de meia-idade e avós de cabelos azuis".
Em 13 de julho de 1976, Vernon Presley — que se envolveu profundamente nos assuntos financeiros de seu filho — demitiu os guarda-costas da "Máfia de Memphis" Red West (amigo de Elvis desde a década de 1950), Sonny West e David Hebler, citando a necessidade de "reduzir nas despesas". O cantor estava em Palm Springs na época, e alguns sugeriram que ele era covarde demais para enfrentar os três sozinho. Outro de seus associados, John O'Grady, argumentou que os guarda-costas foram dispensados porque o tratamento áspero dos fãs gerou muitos processos. No entanto, o meio-irmão do artista, David Stanley, afirmou que foram demitidos porque estavam se tornando mais francos sobre a sua dependência de medicamentos.
A RCA, que sempre desfrutou de um fluxo constante de produtos do cantor, começou a ficar ansiosa à medida que seu interesse pelo estúdio de gravação diminuía. Depois de uma sessão em dezembro de 1973 que produziu dezoito músicas, o suficiente para quase dois álbuns, Elvis não fez nenhuma gravação oficial de estúdio em 1974. Parker entregou à RCA mais um disco de concerto, Elvis Recorded Live on Stage in Memphis. Gravado em 20 de março, incluiu uma versão de "How Great Thou Art" que renderia ao cantor seu terceiro e último prêmio competitivo Grammy. (Todas as três vitórias competitivas do Grammy — de um total de quatorze indicações — foram para gravações gospel.) O artista voltou ao estúdio em Hollywood em março de 1975, mas as tentativas de Parker de organizar outra sessão no final do ano não tiveram sucesso. Em 1976, a RCA enviou uma unidade de gravação móvel para Graceland que possibilitou duas sessões em grande escala na casa do artista. Mesmo naquele contexto confortável, o processo de gravação se tornou uma luta para Elvis.
Apesar das preocupações da RCA e Parker, entre julho de 1973 e outubro de 1976, o cantor gravou praticamente todo o conteúdo de seis álbuns. Embora ele não fosse mais uma presença importante nas paradas pop, cinco desses álbuns entraram no top cinco da parada country e três foram para o número um: Promised Land (1975), From Elvis Presley Boulevard, Memphis, Tennessee (1976) e Moody Blue (1977). Da mesma forma, seus singles nesta época não provaram ser grandes sucessos pop, mas Elvis permaneceu uma força significativa no país e nos mercados contemporâneos adultos. Oito singles de estúdio deste período lançados durante sua vida foram os dez maiores sucessos em uma ou ambas as paradas, sendo quatro em 1974. "My Boy" foi um hit contemporâneo adulto número um em 1975, e "Moody Blue" liderou a parada country e alcançou o segundo lugar na parada adulta contemporânea em 1976. Talvez sua gravação mais aclamada pela crítica da época tenha sido naquele ano, com o que Greil Marcus descreveu como seu "ataque apocalíptico" no clássico soul "Hurt". "Se sentiu o jeito que soou", escreveu Dave Marsh sobre a performance de Presley, "a maravilha não é que tinha apenas um ano de vida, mas que conseguiu sobreviver por tanto tempo".

#### Últimos meses e morte
O cantor e Linda Thompson se separaram em novembro de 1976, então ficou com uma nova namorada, Ginger Alden. Dois meses depois, propôs a Alden e deu-lhe um anel de noivado, embora vários de seus amigos mais tarde afirmassem que não tinha nenhuma intenção séria de se casar novamente. O jornalista Tony Scherman escreveu que, no início de 1977, "Presley havia se tornado uma caricatura grotesca de seu antigo eu elegante e enérgico. Grosseiramente acima do peso, sua mente embotada pela farmacopeia que ingeria diariamente, mal conseguia se manter em seus breves shows". Em Alexandria, Luisiana, o cantor esteve no palco por menos de uma hora e "foi impossível de entender". Em 31 de março, cancelou uma apresentação em Baton Rouge, incapaz de sair de sua cama de hotel; um total de quatro shows teve que ser cancelado e remarcado. Apesar da deterioração acelerada de sua saúde, o artista manteve a maioria dos compromissos de turnê.
"Way Down", o último single de Elvis lançado durante sua vida, foi realizado em 6 de junho de 1977. Naquele mês, a CBS gravou dois shows para um especial de TV, Elvis in Concert, a ser transmitido em outubro. No primeiro, filmado em Omaha em 19 de junho, a voz de Presley, Guralnick escreve, "é quase irreconhecível, um instrumento pequeno e infantil no qual fala mais do que canta a maioria das canções, lança de forma incerta a melodia, e é praticamente incapaz de articular ou projetar". Dois dias depois, em Rapid City, Dakota do Sul, "parecia mais saudável, parecia ter perdido um pouco de peso e soava melhor também", embora, na conclusão da apresentação, seu rosto estivesse "emoldurado em um capacete de cabelo preto-azulado do qual folhas de suor descem sobre bochechas pálidas e inchadas". O último show do artista foi realizado em Indianápolis na Market Square Arena, em 26 de junho de 1977.

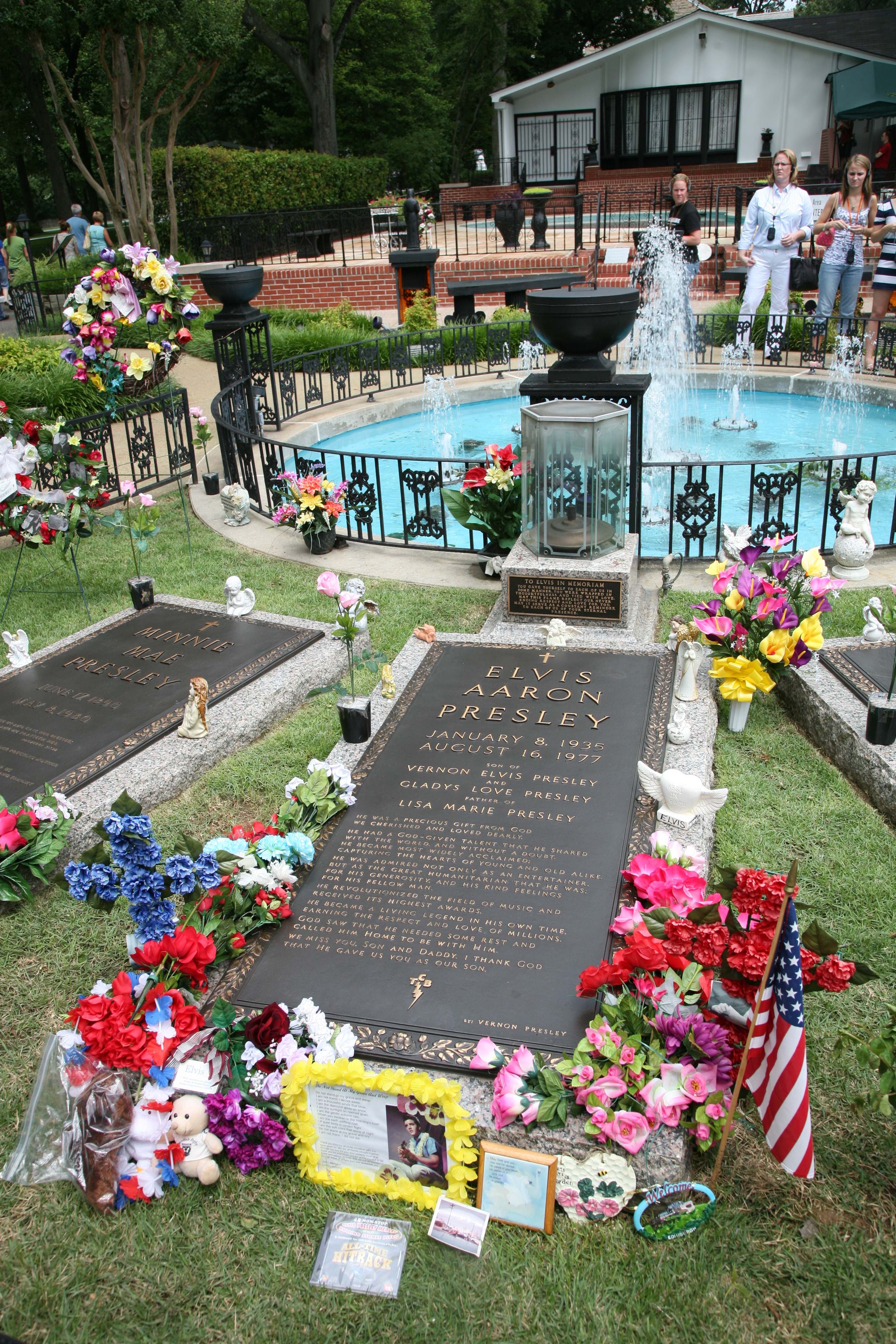
Túmulo de Elvis, em Graceland

O livro Elvis: What Happened?, co-escrito pelos três guarda-costas demitidos no ano anterior, foi publicado em 1 de agosto. Foi a primeira exposição a detalhar os anos de abuso de remédios prescritos do cantor. Ele ficou arrasado com o livro e tentou, sem sucesso, interromper sua publicação, oferecendo dinheiro aos editores. A essa altura, já sofria de glaucoma, hipertensão, danos no fígado e megacólon, cada um ampliado — e possivelmente causado — pelo abuso de medicamentos.
Na noite de terça-feira, 16 de agosto de 1977, o artista estava programado para voar de Memphis para começar outra turnê. Naquela tarde, Ginger Alden o descobriu inconsciente no chão de um banheiro. De acordo com o relato de sua testemunha ocular, "parecia que seu corpo inteiro havia congelado completamente na posição sentada enquanto usava o banheiro e depois caiu para a frente, nessa posição fixa". As tentativas de reanimá-lo falharam e foi oficialmente declarado morto no Baptist Memorial Hospital às 15h30, aos 42 anos de idade.
O presidente Jimmy Carter divulgou um comunicado que creditava a Elvis ter "mudado permanentemente a face da cultura popular americana". Milhares de pessoas se reuniram do lado de fora de Graceland para ver o caixão aberto. Um dos primos do cantor, Billy Mann, aceitou dezoito mil dólares para fotografar secretamente o corpo; a foto apareceu na capa da edição mais vendida do National Enquirer. Alden fechou um acordo de 105 mil dólares com o Enquirer por sua história, mas se contentou com menos quando ela quebrou seu acordo de exclusividade. Presley não deixou nada em seu testamento.
O funeral do artista foi realizado em Graceland na quinta-feira, 18 de agosto. Do lado de fora dos portões, um carro atropelou um grupo de fãs, matando duas jovens e ferindo gravemente uma terceira. Cerca de oitenta mil pessoas fizeram fila na rota da procissão para o Forest Hill Cemetery, onde Presley foi enterrado ao lado de sua mãe. Dentro de algumas semanas, "Way Down" liderou a parada de singles do país e do Reino Unido. Após uma tentativa de roubar o corpo do cantor no final de agosto, os restos mortais dele e de sua mãe foram exumados e enterrados no Meditation Garden de Graceland em 2 de outubro.

### Causa da morte
Enquanto uma autópsia, realizada no mesmo dia em que o cantor morreu, ainda estava em andamento, o médico legista de Memphis, Jerry Francisco, anunciou que a causa imediata da morte foi uma parada cardíaca. Perguntado se os remédios estavam envolvidos, ele declarou que "os medicamentos não desempenharam nenhum papel na morte de Presley". Na verdade, "o uso de remédios foi fortemente implicado" em seu falecimento, escreve Guralnick. Os patologistas que conduziram a autópsia acharam possível, por exemplo, que tivesse sofrido um "choque anafilático causado pelas pílulas de codeína que havia recebido de seu dentista, às quais era conhecido por ter uma alergia leve". Dois relatórios de laboratório arquivados dois meses depois sugeriam fortemente que a polifarmácia era a principal causa de morte; um relatou "quatorze medicamentos no sistema de Elvis, dez em quantidade significativa". Em 1979, o patologista forense Cyril Wecht realizou uma revisão dos relatórios e concluiu que uma combinação de depressores do sistema nervoso central resultou na morte acidental de Presley. O historiador forense e patologista Michael Baden viu a situação como complicada: "Elvis teve um coração dilatado por muito tempo. Isso, junto com seu vício em medicamentos, causou sua morte. Mas ele era difícil de diagnosticar; foi um julgamento".
A competência e a ética de dois dos profissionais médicos envolvidos centralmente foram seriamente questionadas. Francisco ofereceu a causa da morte antes que a autópsia fosse concluída; afirmou que a doença subjacente era arritmia cardíaca, uma condição que só pode ser determinada em alguém que ainda está vivo; e os remédios negados desempenharam qualquer papel na morte do artista antes que os resultados da toxicologia fossem conhecidos. Alegações de encobrimento foram generalizadas. Enquanto um julgamento de 1981 do principal médico do cantor, George Nichopoulos, o exonerou de responsabilidade criminal por sua morte, os fatos se mostraram surpreendentes: "Somente nos primeiros oito meses de 1977, ele [prescreveu] mais de dez mil doses de sedativos, anfetaminas e narcóticos: tudo em nome de Elvis". A licença dele foi suspensa por três meses. Foi revogado permanentemente na década de 1990, depois que o Conselho Médico do Tennessee trouxe novas acusações de prescrição excessiva.
Em 1994, o relatório da autópsia de Elvis foi reaberto. Joseph Davis, que havia realizado milhares de autópsias como legista do condado de Miami-Dade, declarou ao final: "Não há nada em nenhum dos dados que apoie uma morte por medicamentos. Na verdade, tudo aponta para um ataque cardíaco súbito e violento". Pesquisas mais recentes revelaram que Francisco não falou por toda a equipe de patologia. Outros funcionários "não podiam dizer nada com confiança até receberem os resultados dos laboratórios, se for o caso. Isso seria uma questão de semanas". Um dos examinadores, E. Eric Muirhead, "não podia acreditar em seus ouvidos. Francisco não apenas ousou falar em nome da equipe de patologistas do hospital, ele anunciou uma conclusão a que não chegaram... dissecção do corpo ... confirmou [que] Elvis estava cronicamente doente com diabetes, glaucoma e constipação. À medida que prosseguiam, os médicos viram evidências de que seu corpo havia sido destruído por um período de anos por um grande e constante fluxo de remédios. Também estudaram seus registros hospitalares, que incluíam duas internações para desintoxicação de medicamentos e tratamentos com metadona". O escritor Frank Coffey pensou que a morte se deveu a "um fenômeno chamado Manobra de Valsalva. Em termos semelhantes, Dan Warlick, que estava presente na autópsia, "acredita que a constipação crônica de Presley — resultado de anos de abuso de medicamentos prescritos e excesso de gordura e colesterol — trouxe o que é conhecido como Manobra de Valsalva. Simplificando, o esforço de tentar defecar comprimiu a aorta abdominal do cantor, fechando seu coração".
No entanto, em 2013, Forest Tennant, que testemunhou como defesa no julgamento de Nichopoulos, descreveu sua própria análise dos registros médicos disponíveis do artista. Tennant concluiu que "o abuso de remédios do cantor levou a quedas, traumatismo craniano e overdoses que danificaram seu cérebro", e que o falecimento se deveu em parte a uma reação tóxica à codeína — exacerbada por um defeito de enzima hepática não detectada — que pode causar arritmia cardíaca. A análise de DNA em 2014 de uma amostra de cabelo, supostamente dele, encontrou evidências de variantes genéticas que podem levar a glaucoma, enxaqueca e obesidade; também foi identificada uma variante crucial associada à cardiomiopatia hipertrófica da doença do músculo cardíaco.

### Lançamentos póstumos
Entre 1977 e 1981, seis dos singles lançados postumamente do cantor foram os dez maiores sucessos dos Estados Unidos.
Graceland foi aberta ao público em 1982. Atraindo mais de meio milhão de visitantes anualmente, tornou-se a segunda casa mais visitada nos Estados Unidos, depois da Casa Branca. Foi declarado Patrimônio Histórico Nacional em 2006.
Presley foi introduzido em cinco halls da fama da música: o Rock and Roll Hall of Fame (1986), o Country Music Hall of Fame (1998), o Gospel Music Hall of Fame (2001), o Rockabilly Hall of Fame (2007), e o Memphis Music Hall of Fame (2012). Em 1984, recebeu o prêmio W. C. Handy da Blues Foundation e o primeiro Golden Hat Award da Academy of Country Music. Em 1987, recebeu o Prêmio de Mérito do American Music Awards.
Um remix de Junkie XL de "A Little Less Conversation" do artista (creditado como "Elvis Vs JXL") foi usado em uma campanha publicitária da Nike durante a Copa do Mundo FIFA de 2002. Liderou as paradas em mais de vinte países e foi incluído em uma compilação dos hits número um de Presley, ELV1S, que também foi um sucesso internacional. O álbum retornou o artista ao topo da Billboard pela primeira vez em quase três décadas.
Em 2003, um remix de "Rubberneckin'", uma gravação de 1969 do cantor, liderou a parada de vendas dos Estados Unidos, assim como um relançamento do 50.º aniversário de "That's All Right" no ano seguinte. Este último foi um sucesso absoluto na Grã-Bretanha, estreando no número três na parada pop; também ficou entre os dez primeiros no Canadá. Em 2005, outros três singles reeditados, "Jailhouse Rock", "One Night"/"I Got Stung" e "It's Now or Never", foram número um no Reino Unido. Eles fizeram parte de uma campanha que viu o relançamento de todos os dezoito singles anteriores de Presley no topo das paradas do Reino Unido. O primeiro, "All Shook Up", veio com uma caixa de colecionador que o tornou inelegível para entrar nas paradas novamente; cada uma das outras dezessete reedições atingiu o top 5 britânico.
Em 2005, a Forbes nomeou o artista como a celebridade falecida mais bem paga pelo quinto ano consecutivo, com uma renda bruta de 45 milhões de dólares. Ficou em segundo lugar em 2006, voltou ao primeiro nos dois anos seguintes e ficou em quarto lugar em 2009. No ano seguinte, ficou em segundo lugar, com sua maior renda anual de todos os tempos — 60 milhões de dólares — estimulada pela celebração de seu 75.º aniversário e o lançamento do espetáculo Viva Elvis do Cirque du Soleil em Las Vegas. Em novembro de 2010, Viva Elvis: The Album foi lançado, definindo sua voz para faixas instrumentais recém-gravadas. Em meados de 2011, havia cerca de quinze mil produtos de Presley licenciados, e novamente foi a segunda celebridade falecida mais bem paga. Seis anos depois, ficou em quarto lugar com ganhos de 35 milhões, um aumento de oito milhões em relação a 2016 devido em parte à abertura de um novo complexo de entretenimento, o Memphis de Elvis Presley, e o hotel The Guest House at Graceland.
Em 2018, a RCA/Legacy lançou "Where No One Stands Alone|Elvis Presley — Where No One Stands Alone", um novo álbum focado no amor de Elvis pela música gospel. Produzido por Joel Weinshanker, Lisa Marie Presley e Andy Childs, o álbum introduziu instrumentação recém-gravada junto com vocais de cantores que já haviam se apresentado no passado com Elvis. Ele também incluiu um dueto reimaginado com sua filha Lisa Marie, na faixa-título do álbum.

## Características artísticas

### Influências
A primeira influência musical de Presley veio da música gospel. Sua mãe lembrou que, a partir dos dois anos de idade, na igreja da Assembleia de Deus em Tupelo, frequentada pela família, "ele escorregava do meu colo, entrava no corredor e subia até a plataforma. Lá ficava olhando o coro e tentando cantar com eles". Em Memphis, frequentemente assistia a cantos do evangelho a noite inteira no Ellis Auditorium, onde grupos como o The Statesmen Quartet lideravam a música de um estilo que, sugere Guralnick, plantou as sementes do futuro do cantor. Era amigo de muitos músicos gospel e trabalhou por vários anos com o cantor de baixo superprofundo J. D. Sumner, que descreveu em várias ocasiões ser seu cantor favorito deste gênero. Sumner passava muito tempo na casa de Elvis e sempre ficava surpreso com a quantidade de álbuns gospel que possuía. "Tudo o que ouvia era gospel", disse J. D. "Ele nem ouvia seus próprios discos". J. D. Sumner conheceu o artista por volta de 1949, quando Elvis tinha 14 anos e J.D. era membro do Sunshine Quartet. O artista sempre foi um fã de música gospel e Memphis era um viveiro para essa atividade, sendo a casa e sede dos Blackwood Brothers, o quarteto líder do gospel sulista na época. Quando J. D. se juntou aos Blackwood Brothers Quartet, continuou a ver Presley nos shows, deixando-o ocasionalmente na porta dos fundos do Memphis Coliseum para que não tivesse que pagar a entrada.
Quando adolescente, os seus interesses musicais eram amplos e foi profundamente influenciado pelas expressões musicais brancas e afro-americanas. Embora nunca tenha recebido nenhum treinamento formal, era dotado com uma memória notável e seu conhecimento musical já era considerável quando fez suas primeiras gravações profissionais aos 19 anos em 1954. Quando Jerry Leiber e Mike Stoller o conheceram dois anos depois, eles ficaram surpresos com sua compreensão enciclopédica de blues e, como Stoller pontuou, "certamente sabia muito mais do que nós sobre música country e música gospel". Em uma conferência de imprensa no ano seguinte, ele orgulhosamente declarou: "Conheço praticamente todas as músicas religiosas que já foram escritas".

### Musicalidade
O artista recebeu seu primeiro violão aos 11 anos de idade. Aprendeu a tocar e cantar, mas não teve treinamento musical formal, apesar de possuir um talento natural inato que o permitia captar músicas facilmente. Tocava violão, baixo e piano, e embora não pudesse ler ou compor músicas, era um músico natural e tocava tudo de ouvido. O cantor frequentemente tocava um instrumento em suas gravações e produzia sua própria música, sendo o violão rítmico na maioria de suas gravações nos álbuns da Sun e da RCA nos anos 1950. Presley tocou baixo elétrico em uma de suas gravações chamada "(You're So Square) Baby I Don't Care" depois que seu baixista Bill Black teve problemas com o instrumento. Ele tocou piano em músicas como "Old Shep" e "First In Line" do seu álbum de 1956 chamado Elvis. Mais tarde, também é creditado por tocar piano em alguns dos álbuns que gravou, como From Elvis in Memphis e nas canções "Moody Blue" e "Unchained Melody", uma das últimas músicas que gravou. O artista tocou guitarra em dois de seus singles de sucesso "One Night" e "Are You Lonesome Tonight". No '68 Comeback Special, Elvis assumiu o comando da guitarra, a primeira vez que foi visto com o instrumento em público, e a tocou em músicas como "Baby What You Want Me to Do", "Lawdy Miss Clawdy". Também tocou a parte de trás de seu violão em alguns de seus hits, como "All Shook Up", "Don't Be Cruel", "(Let Me Be Your) Teddy Bear", proporcionando percussão ao bater no instrumento para criar uma batida. O álbum Elvis Is Back! o apresenta tocando o instrumento em músicas como "I Will Be Home Again", "Like a Baby".

### Estilos e gêneros musicais
Foi uma figura central no desenvolvimento do rockabilly, segundo historiadores da música. "O rockabilly se cristalizou em um estilo reconhecível em 1954 com o primeiro lançamento de Elvis Presley, no rótulo da Sun", escreve Craig Morrison. Paul Friedlander descreve os elementos definidores do rockabilly, que também caracteriza como "essencialmente ... uma construção de Elvis Presley": "o estilo vocal cru, emotivo e arrastado e a ênfase no sentimento rítmico do blues com a banda de cordas e o violão rítmico dedilhado do country". Apesar de Katherine Charlton também chama o cantor de "originador do rockabilly", Carl Perkins declarou explicitamente que "[Sam] Phillips, Elvis e eu não criamos o rockabilly" e, de acordo com Michael Campbell, "Bill Haley gravou o primeiro grande sucesso rockabilly". Na visão de Moore, também, "já estava lá há um bom tempo, na verdade. Carl Perkins estava basicamente fazendo o mesmo tipo de coisas em torno de Jackson e eu sei de fato que Jerry Lee Lewis toca esse tipo de música desde que tinha dez anos".

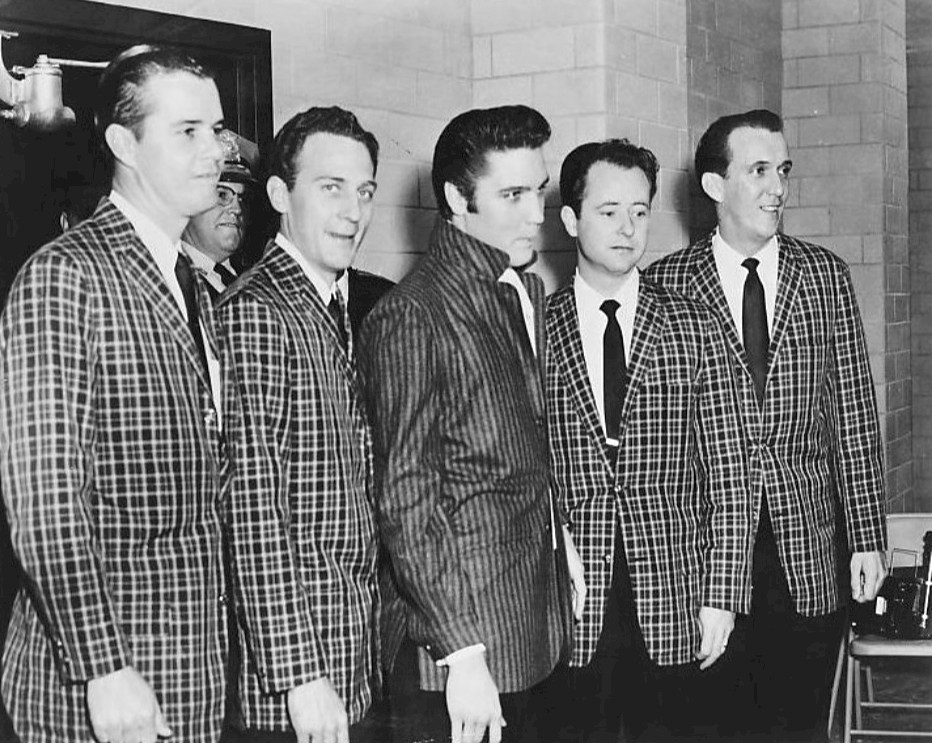
Presley com seu grupo de apoio vocal de longa data, os Jordanaires, março de 1957

Na RCA, o som de rock and roll do cantor tornou-se distinto do rockabilly com vocais de grupo, guitarras mais fortemente amplificadas e um estilo intenso. Embora fosse conhecido por pegar músicas de várias fontes e dar-lhes um tratamento rockabilly/rock and roll, ele também gravou músicas em outros gêneros desde o início de sua carreira, desde o padrão pop "Blue Moon" na Sun, até a balada country "How's the World Treating You?" em seu segundo LP ao blues de "Santa Claus Is Back in Town". Em 1957, seu primeiro disco gospel foi lançado, o EP de quatro músicas, Peace in the Valley. Certificado como um milhão de vendas, tornou-se o EP gospel mais vendido na história.
Após seu retorno do serviço militar em 1960, o artista continuou a tocar rock and roll, mas o estilo característico foi substancialmente atenuado. Seu primeiro single pós-exército, o hit número um "Stuck on You", é típico dessa mudança. Os materiais de publicidade da RCA se referiam à sua "batida do rock suave"; o discógrafo Ernst Jorgensen chama isso de "pop otimista". O número cinco "She's Not You" (1962) "integra os Jordanaires tão completamente que é praticamente doo-wop". O som moderno de blues/R&B capturado com sucesso em Elvis Is Back! foi essencialmente abandonado por seis anos, até gravações de 1966 a 1967 como "Down in the Alley" e "Hi-Heel Sneakers". A produção de Presley durante a maior parte da década de 1960 enfatizou a música pop, geralmente na forma de baladas como "Are You Lonesome Tonight?", número um em 1960. "It's Now or Never", que também liderou a parada naquele ano, foi uma variação do pop de influência clássica, baseada no napolitano "O sole mio" e concluindo com uma "cadência operística de voz completa". Os dois eram números dramáticos, mas a maior parte do que gravou em suas muitas trilhas sonoras de filmes foi muito mais leve.
Enquanto tocou várias de suas baladas clássicas para o '68 Comeback Special, o som do show foi dominado pelo rock and roll agressivo. Ele gravaria algumas músicas novas diretamente do rock and roll; como explicou, eles eram "difíceis de encontrar". Uma exceção significativa foi "Burning Love", seu último grande sucesso nas paradas pop. Como seu trabalho da década de 1950, as gravações subsequentes retrabalharam canções pop e country, mas em permutações marcadamente diferentes. Sua gama estilística agora começou a adotar um som de rock mais contemporâneo, além de soul e funk. Grande parte de Elvis in Memphis, assim como "Suspicious Minds", gravado nas mesmas sessões, refletia sua nova fusão de rock e soul. Em meados da década de 1970, muitos de seus singles encontraram uma casa nas rádios country, o campo em que se tornou uma estrela.

### Estilo vocal
O desenvolvimento da sua voz, conforme descrito pelo crítico Dave Marsh, vai de "alto e emocionado nos primeiros dias, a mais baixo e perplexo nos meses finais". Marsh credita ao cantor a introdução da "gagueira vocal" em "Baby Let's Play House" de 1955. Quando em "Don't Be Cruel", ele "desliza para um 'mmmmm' que marca a transição entre os dois primeiros versos", e mostra "quão magistral é seu estilo descontraído". Marsh descreve a performance vocal em "Can't Help Falling in Love" como uma "gentil insistência e delicadeza do fraseado".

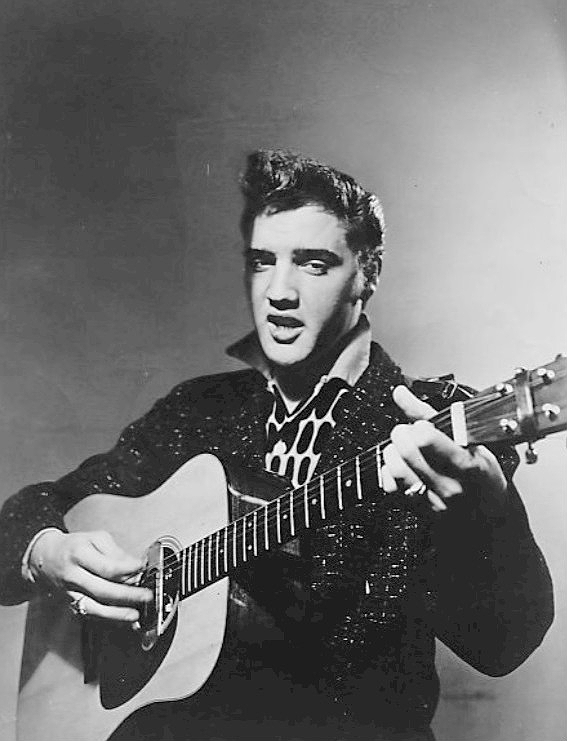
Foto publicitária do programa da CBS Stage Show, 16 de janeiro de 1956

Jorgensen chama a gravação de 1966 de "How Great Thou Art", "uma realização extraordinária de suas ambições vocais", enquanto "elaborou para si um arranjo ad-hoc em que assumiu todas as quatro partes do vocal, da introdução do baixo às alturas crescentes do clímax operático da música", tornando-se "uma espécie de quarteto de um homem só". Guralnick encontra "Stand By Me" nas mesmas sessões do gospel em "uma performance lindamente articulada, quase nua", mas, por outro lado, sente que o artista ultrapassa seus poderes em "Where No One Stands Alone", recorrendo "a uma espécie de berro deselegante para emitir um som" que Jake Hess do Statesmen Quartet tinha em seu comando. O próprio Hess pensou que, embora outros possam ter vozes iguais às de Elvis, "ele tinha aquela coisa que todo mundo procura durante toda a vida". Guralnick tenta identificar essa coisa: "O calor de sua voz, seu uso controlado da técnica do vibrato e do alcance natural do falsete, a sutileza e a profunda convicção de seu canto eram todas qualidades reconhecidamente pertencentes ao seu talento, mas igualmente reconhecíveis que não devem ser alcançadas sem dedicação e esforço sustentados".
Marsh elogia sua leitura de 1968 de "US Male", "exibindo as letras dos durões, não as elevando ou exagerando, mas jogando-as ao redor com aquela garantia surpreendentemente dura e gentil que trouxe para suas gravações da Sun". A performance de "In the Ghetto" é, segundo Jorgensen, "desprovida de qualquer um de seus truques ou maneirismos vocais característicos", ao invés disso, conta com a excepcional "clareza e sensibilidade de sua voz". Guralnick descreve a apresentação da música como "eloquência quase translúcida ... tão silenciosamente confiante em sua simplicidade". Em "Suspicious Minds", Guralnick ouve essencialmente a mesma "notável mistura de ternura e equilíbrio", mas complementada com "uma qualidade expressiva em algum lugar entre estoicismo (com suspeita infidelidade) e angústia (perda iminente)". O crítico musical Henry Pleasants observa que "Elvis foi descrito de várias formas, desde barítono a tenor. Uma bússola extraordinária ... e uma gama muito ampla de cores vocais têm algo a ver com essa divergência de opinião", e também demonstrou uma notável capacidade de assimilar outros estilos vocais.
Pleasants o identifica como um barítono alto, calculando seu alcance como duas oitavas e uma terceira, "do baixo-barítono sol ao tenor alto si, com uma extensão ascendente em falsete para pelo menos um ré bemol. A melhor oitava do cantor está no meio, ré bemol a ré bemol, concedendo um passo completo extra para cima ou para baixo". Na visão de Pleasants, sua voz era "variável e imprevisível" na parte inferior, "muitas vezes brilhante" na parte superior, com capacidade para "sol e lá que um barítono de ópera poderia invejar". A estudiosa Lindsay Waters, que calcula o seu alcance como duas oitavas e um quarto, enfatiza que "sua voz tinha uma amplitude emocional de sussurros ternos a suspiros, gritos, grunhidos, resmungos e pura aspereza que poderia tirar o ouvinte da calma e render-se ao medo. Sua voz não pode ser medida em oitavas, mas em decibéis; mesmo isso perde o problema de como medir sussurros delicados que quase não são audíveis". Presley sempre foi "capaz de duplicar o som aberto, rouco, extático, gritado, berrado, lamentado e imprudente dos cantores negros de rhythm and blues e gospel", escreve Pleasants.

## Imagem pública

### Relacionamento com a comunidade afro-americana
Quando Dewey Phillips transmitiu pela primeira vez "That's All Right" na rádio WHBQ de Memphis, muitos ouvintes que contataram a estação por telefone e telegrama, para pedir a música novamente, assumiram que seu cantor era negro. Desde o início de sua fama nacional, Elvis expressou respeito pelos artistas afro-americanos e sua música, e desrespeito pelas normas de segregação e preconceito racial então predominantes no sul. Entrevistado em 1956, lembrou como em sua infância ouvia o músico de blues Arthur Crudup — o criador de "That's All Right" — "bater sua caixa do jeito que eu faço agora, e eu disse que se eu chegasse ao lugar onde eu pudesse sentir tudo o que o velho Arthur sentia, eu seria um homem da música como ninguém jamais viu". O Memphis World, um jornal afro-americano, informou que, "o fenômeno do rock 'n' roll", "quebrou as leis de segregação de Memphis" ao frequentar o parque de diversões local no que foi designado como sua "noite colorida". Tais declarações e ações o levaram a ser geralmente saudado na comunidade negra durante o início de seu estrelato. Em contraste, muitos adultos brancos, de acordo com Arnold Shaw, da Billboard, "não gostavam dele e o condenavam como depravado. O preconceito sem dúvida figurava no antagonismo adulto. Independentemente de os pais estarem cientes das origens sexuais negras da frase 'rock 'n' roll', Presley os impressionou como a personificação visual e auditiva do sexo".
Apesar da visão amplamente positiva do artista pelos afro-americanos, um boato se espalhou em meados de 1957 de que havia anunciado em algum momento: "A única coisa que os negros podem fazer por mim é comprar meus discos e engraxar meus sapatos". Um jornalista do semanário nacional afro-americano Jet, Louie Robinson, prosseguiu com a história. No set de Jailhouse Rock, o cantor concedeu uma entrevista a Robinson, embora não estivesse mais lidando com a grande imprensa. Ele negou ter feito tal declaração: "Eu nunca disse nada assim, e as pessoas que me conhecem sabem que eu não teria dito isso... Muita gente parece pensar que comecei este negócio. Mas rock 'n' roll estava aqui muito tempo antes de eu aparecer. Ninguém pode cantar esse tipo de música como pessoas de cor. Vamos encarar: não posso cantar como Fats Domino. Eu sei disso". Robinson não encontrou nenhuma evidência de que a observação tenha sido feita e, pelo contrário, suscitou testemunhos de muitos indivíduos indicando que Elvis era tudo menos racista. O cantor de blues Ivory Joe Hunter, que ouviu o boato antes de visitar Graceland uma noite, relatou sobre Presley: "Ele me mostrou todas as cortesias, e acho que é um dos maiores". Embora o comentário tenha sido desacreditado, ainda estava sendo usado contra o artista décadas depois. A identificação de Elvis com o racismo — seja pessoalmente ou simbolicamente — foi expressa na letra do hit de rap de 1989 "Fight the Power", do Public Enemy: "Elvis era um herói para a maioria. Mas nunca significou nada para mim. Racista que o otário era. Simples e claro. Dane-se ele e John Wayne".
A persistência de tais atitudes foi alimentada pelo ressentimento pelo fato de que Presley, cujo idioma de performance musical e visual deve muito a fontes afro-americanas, alcançou o reconhecimento cultural e o sucesso comercial amplamente negado a seus pares negros. No século XXI, a noção de que havia "roubado" música negra ainda encontrou adeptos. Notável entre os artistas afro-americanos que rejeitaram expressamente essa visão foi Jackie Wilson, que argumentou: "Muitas pessoas o acusaram de roubar a música do homem negro, quando, na verdade, quase todo artista solo negro copiou seus maneirismos de palco de Elvis". Além disso, também reconheceu sua dívida com músicos afro-americanos ao longo de sua carreira. Dirigindo-se ao público do '68 Comeback Special, ele disse: "A música rock 'n' roll é basicamente gospel ou rhythm and blues, ou surgiu disso. Tudo se resume a [isso]". Nove anos antes, havia dito: "O rock 'n' roll existe há muitos anos. Costumava ser chamado de rhythm and blues".

### Símbolo sexual

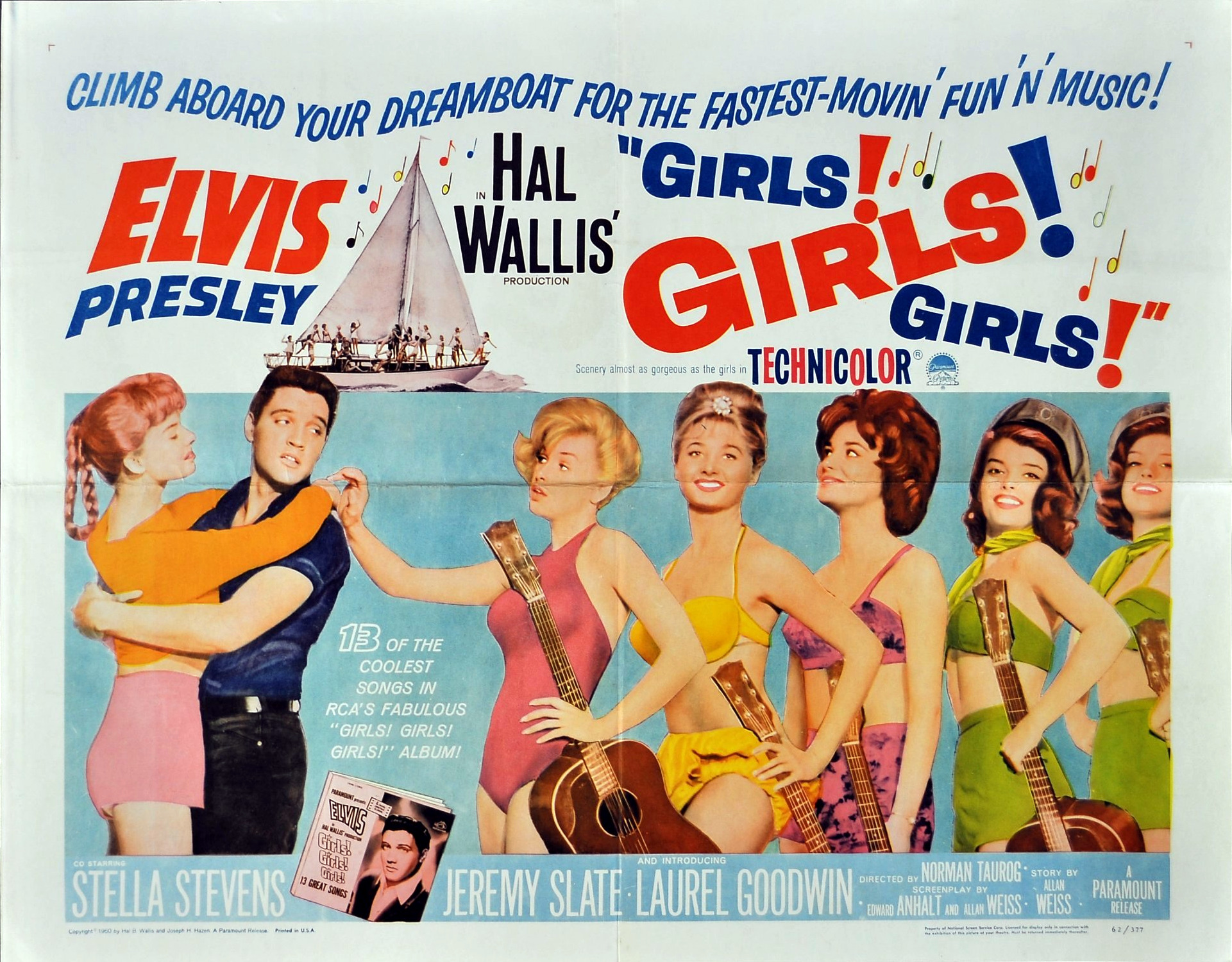
Pôster do filme Girls! Girls! Girls! (1962), visualizando a imagem do símbolo sexual de Presley

A atratividade física e o seu apelo sexual foram amplamente reconhecidos. "Já foi lindo, surpreendentemente lindo", segundo o crítico Mark Feeney. O diretor de televisão Steve Binder, nenhum fã de suas músicas antes de supervisionar o '68Comeback Special, relatou: "Sou hétero como uma flecha e tenho que te dizer, você pare, seja homem ou mulher, para olhar para Elvis. Ele era tão bonito. E se você nunca soube que era um superstar, não faria nenhuma diferença, se ele entrasse na sala, você saberia que alguém especial estava na sua presença". Seu estilo de atuação, tanto quanto sua beleza física, foi responsável por sua imagem erotizada. Escrevendo em 1970, o crítico George Melly o descreveu como "o mestre do símile sexual, tratando seu violão como falo e menina". Em seu obituário sobre o artista, Lester Bangs o creditou como "o homem que trouxe um frenesi sexual vulgar descarado às artes populares na América". A declaração de Ed Sullivan de que percebeu uma garrafa de refrigerante nas calças do cantor foi ecoada por rumores envolvendo um tubo de papel higiênico ou barra de chumbo posicionado de forma semelhante.
O artista é bem conhecido por seu penteado tingido de preto, que começou como um topete na década de 1950 antes de evoluir para o estilo dos anos 1970 com costeletas. Em 2021, a arquivista de Graceland Angie Marchese revelou por que o cantor decidiu tingir o cabelo escondendo sua cor natural: "Elvis nasceu loiro e de olhos azuis. Ele tingiu o cabelo de preto, pois achava que isso realçava melhor suas características faciais no filme". O primo de Presley, Billy Smith, deu sua avaliação dizendo: "A razão é que alguém lhe disse que seus olhos eram tão azuis e tudo isso, [então] se tivesse cabelos escuros, seus olhos se destacariam".
Enquanto foi comercializado como um ícone da heterossexualidade, alguns críticos culturais argumentaram que sua imagem era ambígua. Em 1959, Peter John Dyer, da Sight & Sound, descreveu sua personalidade na tela como "agressivamente bissexual em apelo". Brett Farmer coloca os "giros orgásticos" da sequência de dança do título em Jailhouse Rock dentro de uma linhagem de números musicais cinematográficos que oferecem uma "erotização espetacular, se não homoerotização, da imagem masculina". Na análise de Yvonne Tasker, "Elvis era uma figura ambivalente que articulou uma versão peculiar, feminilizada e objetivante da masculinidade branca da classe trabalhadora como exibição sexual agressiva".
O que reforçou a imagem do artista como um símbolo sexual foram os relatos de seus flertes com várias estrelas de Hollywood, de Natalie Wood na década de 1950 a Connie Stevens e Ann-Margret na década de 1960 a Candice Bergen e Cybill Shepherd na década de 1970. June Juanico de Memphis, uma de suas primeiras namoradas, mais tarde culpou Parker por encorajá-lo a escolher suas parceiras de namoro com publicidade em mente. Ele nunca se sentiu confortável com a cena de Hollywood, e a maioria desses relacionamentos era insubstancial.

### Cavalos em Graceland
Elvis manteve vários cavalos em Graceland, e eles continuam sendo importantes para a propriedade. Uma ex-professora local, Alene Alexander, cuida dos cavalos há 38 anos. Ela e Priscilla Presley têm um amor por cavalos e formaram uma amizade especial. Foi por causa de Priscilla que Elvis trouxe cavalos para Graceland. "Ele me deu meu primeiro cavalo como presente de Natal — Domino", disse Priscilla. Alexander agora serve como embaixadora de Graceland. Ela é um dos três funcionários originais que ainda trabalham na propriedade.
O cavalo chamado Palomino Rising Sun era o cavalo favorito de Elvis, e há muitas fotos dele montado nele.

## Associados

### Coronel Parker e os irmãos Aberbach

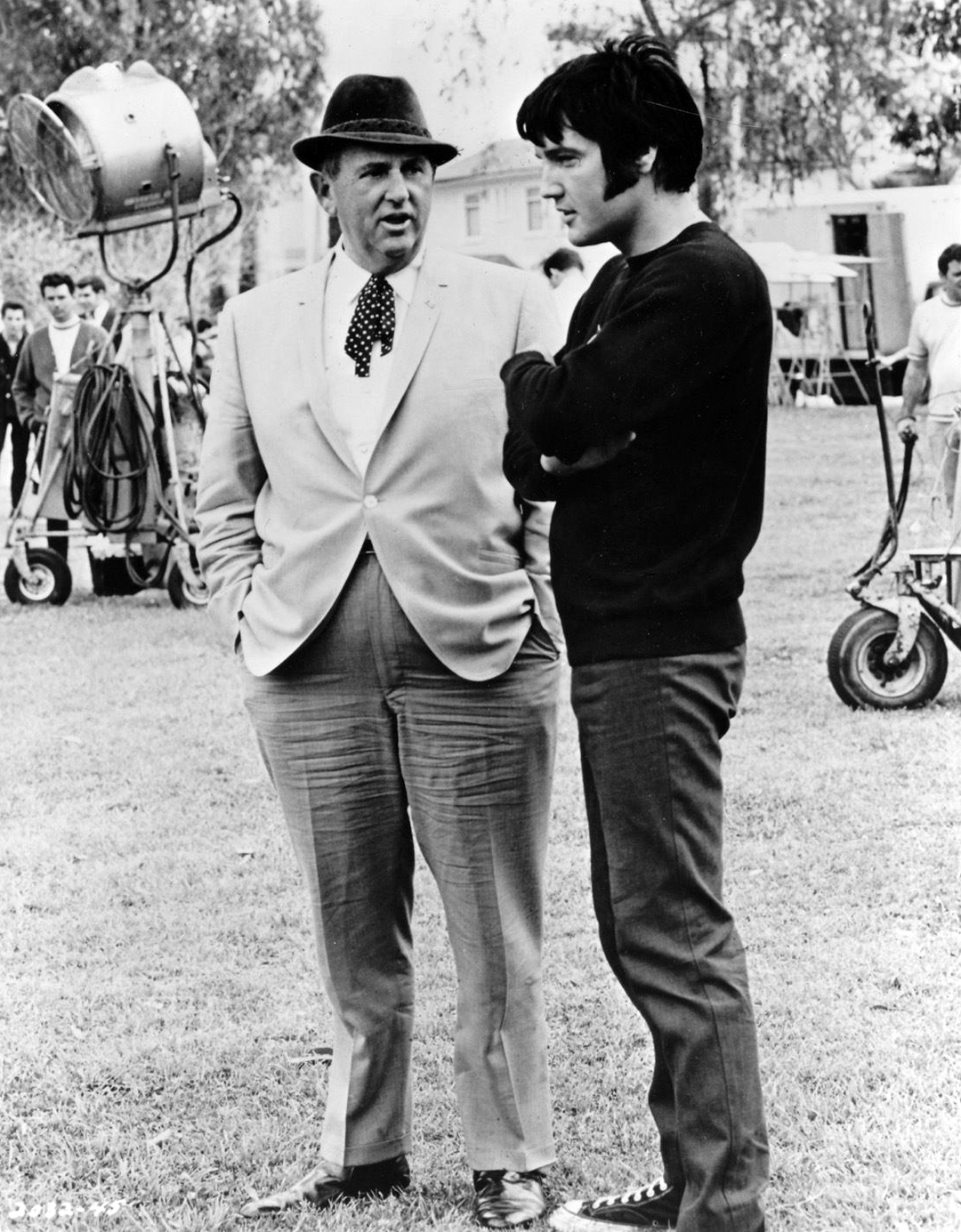
Parker e Elvis, em 1969

Visto que ele se tornou o empresário do cantor, Coronel Tom Parker insistiu em um controle excepcionalmente rígido sobre a carreira de seu cliente. No início, ele e seus aliados de Hill and Range, os irmãos Jean e Julian Aberbach, perceberam a estreita relação que se desenvolveu entre o artista e os compositores Jerry Leiber e Mike Stoller como uma séria ameaça a esse controle. Parker efetivamente encerrou o relacionamento, deliberadamente ou não, com o novo contrato que enviou a Leiber no início de 1958. Leiber achou que havia um erro — a folha de papel estava em branco, exceto pela assinatura de Parker e uma linha para inserir a dele. "Não há erro, rapaz, apenas assine e devolva", dirigiu o empresário. "Não se preocupe, vamos preenchê-lo mais tarde". Leiber recusou, e a colaboração frutífera de Elvis com a equipe de roteiristas acabou. Outros compositores respeitados perderam o interesse ou simplesmente evitaram escrever para Elvis devido à exigência de que eles entregassem um terço de seus royalties usuais.
Em 1967, os contratos de Parker renderam-lhe metade da maior parte dos ganhos do artista com gravações, filmes e mercadorias. A partir de fevereiro de 1972, recebeu um terço do lucro das aparições ao vivo; um acordo de janeiro de 1976 também lhe dava metade disso. Priscilla Presley observou que "Elvis detestava o lado comercial de sua carreira. Ele assinava um contrato sem nem mesmo lê-lo". O amigo do cantor, Marty Lacker, considerava seu empresário um "traficante e um vigarista. Ele só estava interessado em 'agora dinheiro' — pegue o dinheiro e vá embora".
Lacker foi fundamental para convencê-lo a gravar com o produtor de Memphis Chips Moman e seus músicos escolhidos a dedo no American Sound Studio no início de 1969. As sessões do American Sound representaram um afastamento significativo do controle habitualmente exercido por Hill e Range. Moman ainda teve que lidar com a equipe da editora no local, cujas sugestões de músicas considerou inaceitáveis. Ele estava prestes a desistir até que Presley ordenou que o pessoal da Hill and Range saísse do estúdio. Embora o executivo da RCA, Joan Deary, tenha sido mais tarde cheio de elogios pelas escolhas de músicas do produtor e pela qualidade das gravações, Moman não recebeu crédito nos discos e nem royalties por seu trabalho.
Ao longo de toda a sua carreira, o artista se apresentou em apenas três locais fora dos Estados Unidos — todos eles no Canadá, durante breves turnês em 1957. Em 1968, comentou: "Em pouco tempo, farei algumas turnês de apresentação pessoal. Provavelmente começarei aqui neste país e depois disso, farei alguns shows no exterior, provavelmente começando na Europa. Quero ver alguns lugares que nunca vi antes". Os rumores de que tocaria no exterior pela primeira vez foram alimentados em 1974 por uma oferta de um milhão de dólares para uma turnê australiana. O empresário estava estranhamente relutante, levando as pessoas próximas ao artista a especular sobre o passado do gerente e as razões de sua evidente falta de vontade de solicitar um passaporte. Após a morte do cantor, foi revelado que Parker nasceu Andreas Cornelis van Kuijk na Holanda; tendo imigrado ilegalmente para os EUA, ele tinha motivos para temer que, se deixasse o país, não seria permitido voltar novamente. Parker acabou reprimindo quaisquer noções que Presley tivesse de trabalhar no exterior, alegando que a segurança estrangeira era ruim e os locais inadequados para uma estrela de sua magnitude.
O empresário, sem dúvida, exerceu o controle mais rígido sobre a carreira cinematográfica do artista. Hal Wallis disse: "Prefiro tentar fechar um acordo com o diabo" do que com Parker. O produtor de cinema Sam Katzman o descreveu como "o maior vigarista do mundo". Em 1957, Robert Mitchum pediu a Presley para co-estrelar consigo em Thunder Road, que Mitchum estava produzindo e escrevendo. De acordo com George Klein, um de seus amigos mais antigos, também foi oferecido papéis principais em West Side Story e Midnight Cowboy. Em 1974, Barbra Streisand se aproximou dele para, juntos, estrelar o remake de A Star Born. Em cada caso, quaisquer ambições que pudesse ter para desempenhar tais papéis foram frustradas pelas exigências de negociação de seu gerente ou recusas diretas. Na descrição de Lacker, "A única coisa que manteve Elvis em pé depois dos primeiros anos foi um novo desafio. Mas Parker continuou jogando tudo para o chão". A atitude predominante pode ter sido melhor resumida pela resposta que Leiber e Stoller receberam quando trouxeram um projeto de filme sério para o artista, Parker e os proprietários de Hill and Range para sua consideração. No relato de Leiber, Jean Aberbach advertiu-os a nunca mais "tentar interferir nos negócios ou trabalhos artísticos do processo conhecido como Elvis Presley".

### Máfia de Memphis
No início dos anos 1960, o círculo de amigos com quem o artista se cercou constantemente até sua morte passou a ser conhecido como a "Máfia de Memphis". "Rodeado pela presença parasitária", como diz o jornalista John Harris, "não era de admirar que, quando caiu no vício e no torpor, ninguém deu o alarme: para eles, Elvis era o banco, e tinha que permanecer aberto". Tony Brown, que tocou piano regularmente para ele nos últimos dois anos de sua vida, observou sua saúde em rápido declínio e a necessidade urgente de resolvê-lo: "Mas todos nós sabíamos que era inútil porque Elvis estava cercado por aquele pequeno círculo de pessoas... todos aqueles chamados amigos". Em defesa da Máfia de Memphis, Marty Lacker disse: "[Presley] era seu próprio homem... Se não estivéssemos por perto, teria morrido muito antes".
Larry Geller tornou-se cabeleireiro do cantor em 1964. Ao contrário de outros na Máfia de Memphis, estava interessado em questões espirituais e lembra como, desde a primeira conversa, Presley revelou seus pensamentos e ansiedades secretos: "Quero dizer, tem que haver um propósito ... tem que haver uma razão... por que eu fui escolhido para ser Elvis Presley... eu juro por Deus, ninguém sabe o quão solitário eu fico. E o quão vazio realmente me sinto". Posteriormente, Geller forneceu-lhe livros sobre religião e misticismo, o qual leu vorazmente. Ele ficaria preocupado com esses assuntos por grande parte de sua vida, levando vários livros em turnês.

## Legado
Eu sei que ele inventou o rock and roll, de certa maneira, mas... não é por isso que ele é adorado como um deus hoje. Hoje ele é adorado como um deus porque, além de inventar o rock and roll, era o maior cantor de baladas ao lado de Frank Sinatra...

—Robert Christgau 
 24 de dezembro de 1985
A ascensão de Presley à atenção nacional em 1956 transformou o campo da música popular e teve um enorme efeito no escopo mais amplo da cultura popular. Como catalisador da revolução cultural que foi o rock and roll, Elvis foi central não apenas para defini-lo como um gênero musical, mas também para torná-lo um marco da cultura jovem e da atitude rebelde. Com suas origens racialmente misturadas — afirmadas repetidamente pelo cantor — a ocupação do rock and roll de uma posição central na cultura estadunidense dominante facilitou uma nova aceitação e apreciação da cultura afro-americana. A esse respeito, Little Richard disse: "Era um integrador. Elvis era uma bênção. Não deixavam a música negra passar. Ele abriu a porta para a música negra". Al Green concordou: "Quebrou o gelo para todos nós". O presidente Jimmy Carter comentou seu legado em 1977: "Sua música e sua personalidade, fundindo os estilos country dos brancos e rhythm and blues dos negros, mudaram permanentemente a face da cultura popular americana. Era um símbolo para as pessoas de todo o mundo da vitalidade, rebeldia e bom humor de seu país". Presley também anunciou o alcance amplamente expandido das celebridades na era da comunicação de massa: aos 21 anos, dentro de um ano de sua primeira aparição na rede estadunidense de televisão, já era considerado uma das pessoas mais famosas do mundo.

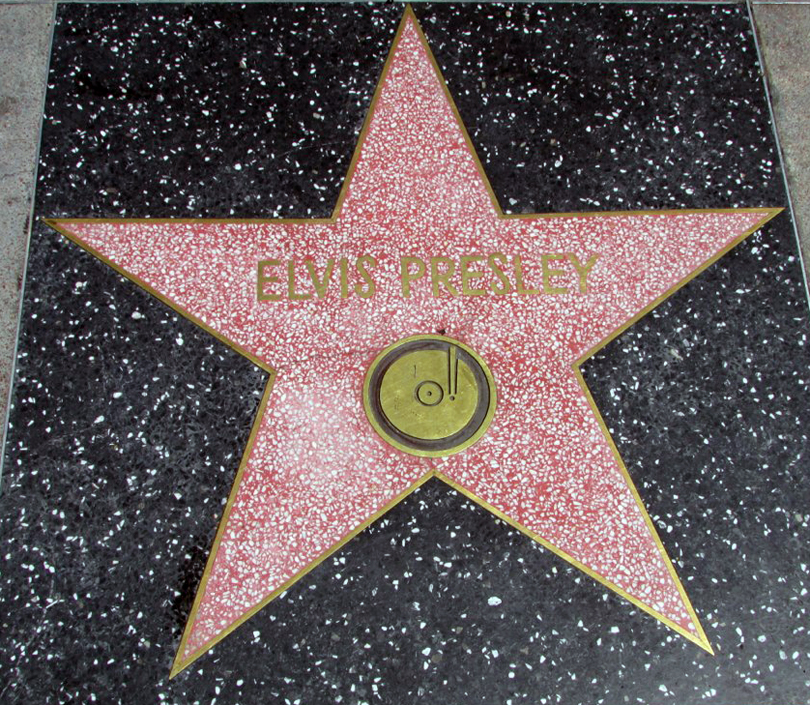
Estrela de Presley na Calçada da Fama de Hollywood

O nome, a imagem e a voz do artista são reconhecidos em todo o mundo. Ele inspirou uma legião de imitadores. Em pesquisas, é reconhecido como um dos mais importantes e influentes artistas da música popular estadunidense. "Elvis Presley é a maior força cultural do século XX", disse o compositor e maestro Leonard Bernstein. "Foi quem introduziu a batida em tudo e mudou tudo — música, linguagem, roupas. É uma revolução social totalmente nova — os anos 1960 vieram dele". John Lennon disse que "nada realmente me afetou até Elvis". Bob Dylan descreveu a sensação de ouvi-lo pela primeira vez "como sair da prisão".
Durante grande parte de sua vida adulta, com sua ascensão da pobreza à riqueza e fama massiva, parecia simbolizar o Sonho Americano. Em seus últimos anos — e ainda mais após sua morte e as revelações sobre suas circunstâncias — se tornou um símbolo de excesso e gula. Cada vez mais atenção, por exemplo, foi dada ao seu apetite pela rica e pesada culinária sulista de sua criação, alimentos como bife de frango frito, biscoitos e molho. Em particular, seu amor por sanduíches de manteiga de amendoim frito, banana e (às vezes) bacon carregados de calorias, agora conhecidos como "sanduíches de Elvis", veio a representar esse aspecto de sua personalidade. Mas o sanduíche representa mais do que apenas excessos insalubres — como o estudioso de mídia e cultura Robert Thompson descreve, o deleite não sofisticado também significa o duradouro apelo americano do cantor: "Ele não era apenas o rei, era um de nós".
No 25.º aniversário de sua morte, o The New York Times afirmou: "Todos os imitadores sem talento e terríveis pinturas de veludo preto em exibição podem fazê-lo parecer pouco mais que uma memória perversa e distante. Mas antes de Elvis se tornar um ícone popular, era o contrário: uma força cultural genuína ... Os avanços de Elvis são subestimados porque nesta era do rock and roll, sua música hard rock e seu estilo sensual triunfaram tão completamente". Não apenas as realizações de Presley, mas também suas falhas, são vistos por alguns observadores culturais como um acréscimo ao poder de seu legado.

### Conquistas
Presley continua sendo o artista de música solo mais vendido conforme o Guinness World Records, com vendas estimadas em até 1 bilhão de discos.
Referente aos álbuns, é creditado com o recorde de maior número na Billboard 200: com 129, à frente do segundo lugar de Frank Sinatra, 82. Também detém o recorde de maior tempo gasto no número um na Billboard 200: 67 semanas. Em 2015 e 2016, dois álbuns que colocam os vocais do artista contra a música da Royal Philharmonic Orchestra, If I Can Dream e The Wonder of You, alcançaram o número um no Reino Unido. Isso deu-lhe um novo recorde de álbuns número um no Reino Unido por um artista solo, com treze, e estendeu seu recorde de maior intervalo entre álbuns número um de qualquer pessoa — Presley liderou a parada britânica em 1956 com sua estreia autointitulada.
A partir de 2020, a Recording Industry Association of America (RIAA) credita o cantor com 146,5 milhões de vendas de álbuns certificados nos Estados Unidos, o terceiro de todos os tempos atrás dos Beatles e Garth Brooks. Ele detém os recordes de mais álbuns de ouro (101, quase o dobro dos 51 da segunda colocada, Barbra Streisand) e mais álbuns de platina (57). Seus 25 álbuns multiplatina estão em segundo lugar atrás dos 26 dos Beatles. Seu total de 197 prêmios de certificação de álbuns (incluindo um prêmio de diamante), supera o segundo melhor dos Beatles, com 122. Elvis tem o terceiro maior número de singles de ouro (54, atrás de Drake e Taylor Swift), e o oitavo single de platina (27).
Em 2018, o presidente Donald Trump concedeu-lhe a Medalha Presidencial da Liberdade, condecoração feita postumamente.

## Filmografia

### Filmes
- Love Me Tender (1956)
- Loving You (1957)
- Jailhouse Rock (1957)
- King Creole (1958)
- G.I. Blues (1960)
- Flaming Star (1960)
- Wild in the Country (1961)
- Blue Hawaii (1961)
- Girls! Girls! Girls! (1962)
- Viva Las Vegas(1964)
- Clambake (1967)
- The Trouble with Girls (1969)

### Documentários
- Elvis: That's the Way It Is (1970)
- Elvis on Tour (1972)

### Especiais televisivos
- Elvis (1968)
- Aloha from Hawaii: Via Satellite (1973)
- Elvis in Concert (1977)